# Luis Suárez (calciatore 1987)
Luis Alberto Suárez Díaz (Salto, 24 gennaio 1987) è un calciatore uruguaiano, attaccante dell'Inter Miami. Con la nazionale uruguaiana ha vinto la Copa América 2011.
Soprannominato El Pistolero, è considerato come uno dei migliori calciatori della sua generazione nonché come uno dei migliori centravanti di sempre. È annoverato tra i marcatori più prolifici della storia del calcio ed è stato inserito per sette volte tra i candidati alla vittoria del Pallone d'oro (2011, 2013, 2015, 2016, 2017, 2018, 2021), arrivando a ricoprire nel 2016 la quarta posizione alle spalle di Cristiano Ronaldo, Lionel Messi ed Antoine Griezmann. Insieme a Lionel Messi e Neymar ha fatto parte del tridente (chiamato MSN dalle iniziali dei cognomi) più prolifico della storia del Barcellona e del calcio spagnolo. A livello individuale, tra gli altri riconoscimenti, ha vinto per due volte la Scarpa d'oro (2014, 2016), è stato capocannoniere di Eredivisie (2009-2010), Premier League (2013-2014) e Liga (2015-2016) e ha vinto la Bola de Ouro 2023. Figura inoltre al terzo posto come miglior rifinitore della storia del calcio con 315 assist. Grazie alla sua ventennale carriera rientra, inoltre, nella ristretta cerchia dei calciatori con almeno 1000 presenze in carriera. 
In carriera ha vinto due campionati uruguaiani (2005-2006 e 2022), una Coppa dei Paesi Bassi (2009-2010), una Coppa di Lega inglese (2011-2012), cinque campionati spagnoli (2014-2015, 2015-2016, 2017-2018, 2018-2019, 2020-2021), quattro Coppe di Spagna (2014-2015, 2015-2016, 2016-2017, 2017-2018), due Supercoppe spagnole (2016, 2018), un Campionato Gaúcho (2023), una Recopa Gaúcha (2023), un MLS Supporters' Shield (2024), una UEFA Champions League (2014-2015), una Supercoppa UEFA (2015) e una Coppa del mondo per club FIFA (2015).
Con la nazionale uruguaiana ha disputato quattro edizioni del campionato del mondo (2010, 2014, 2018, 2022), cinque della Coppa America (2011, 2016, 2019, 2021, 2024), vincendo quella del 2011 (dove è stato eletto migliore giocatore del torneo), e una della FIFA Confederations Cup (2013). Inoltre è il miglior realizzatore di sempre della Celeste con 69 reti.

## Biografia
È sposato dal 2009 con Sofia Balbi, di origine italiana; grazie a ciò, dal 2020 è in possesso della cittadinanza italiana.

## Caratteristiche tecniche
(Luis Enrique)
È un attaccante freddo e completo, estremamente efficace nei pressi della porta avversaria; si distingue non solo per le doti realizzative, ma anche per l'abilità nel mandare in gol i compagni di squadra. Di mentalità vincente e competitiva, è dotato di un notevole tempismo negli inserimenti, oltre che di una spiccata propensione ai ripiegamenti difensivi e al pressing.
La sua carriera è stata tuttavia macchiata da ripetuti attacchi di rabbia sfociati in episodi di gioco scorretto e falloso, che lo hanno portato a ricevere diversi provvedimenti disciplinari anche gravi e a guadagnarsi, suo malgrado, l'appellativo di Cannibale.

## Carriera

### Club

#### Nacional
Cresciuto nel settore giovanile del Nacional, esordisce in prima squadra nel 2005, disputando una gara di Coppa Libertadores. Con il Nacional vince il campionato 2005-2006. Anche se non è capocannoniere di quella stagione, Suárez segna un gol in ciascuna delle finali per il campionato contro il Rocha e uno dei due gol nel derby con il Peñarol per il torneo Clausura.

#### Groningen

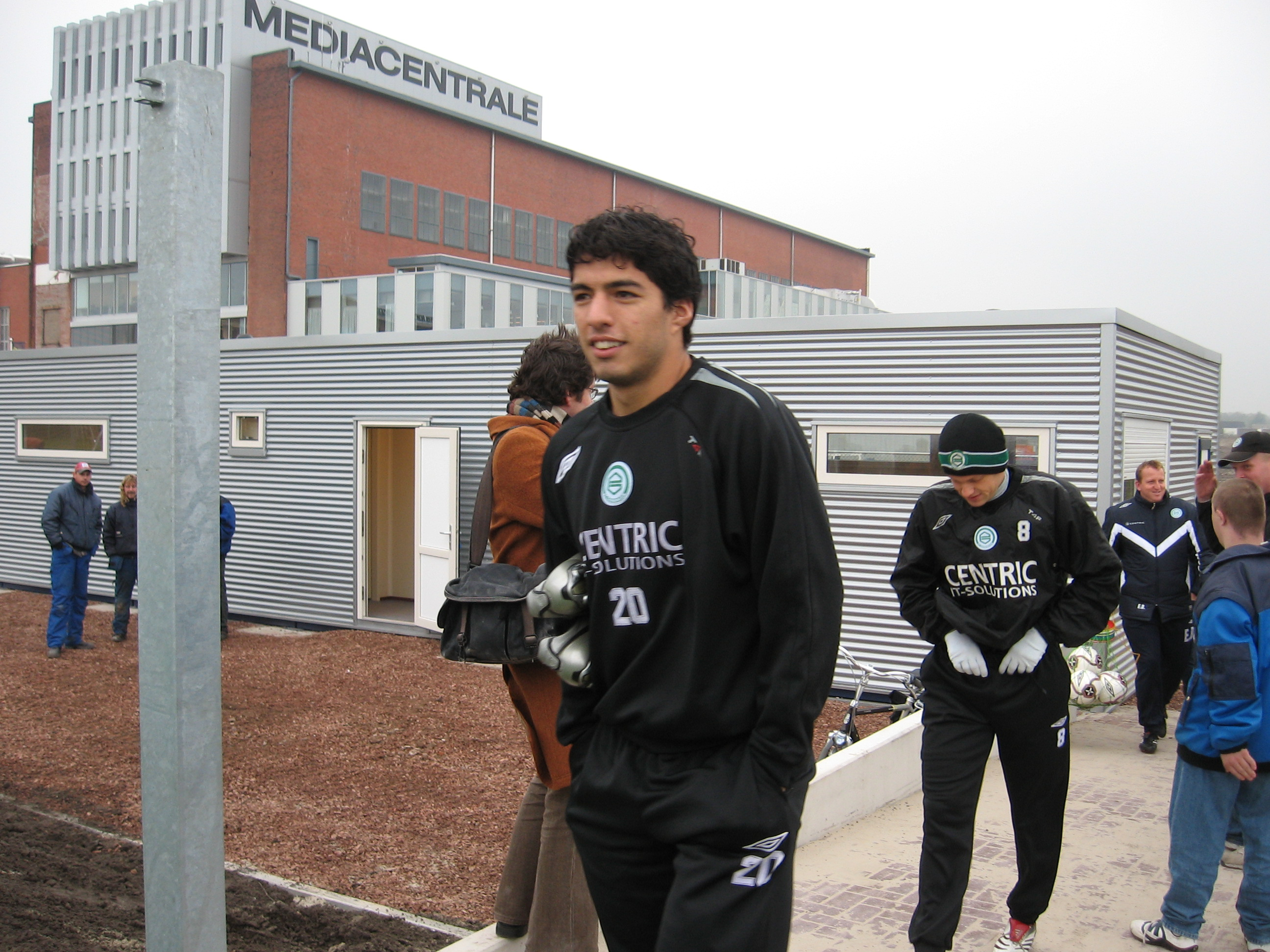
Suárez in allenamento al Groningen nel 2006

Le sue prestazioni non sfuggono agli osservatori del Groningen, squadra di Eredivisie, che lo acquista per 800.000 euro. Le prime reti con la nuova maglia arrivano nella partita vinta per 4-3 contro il Vitesse, in cui segna una doppietta. Il 14 settembre segna il suo primo gol in Europa contro il Partizan, nella partita persa per 2-4. Il 21 gennaio segna due gol nuovamente contro il Vitesse, nella partita di ritorno, ma questa volta è il Vitesse a vincere per 3-2. Il 28 gennaio segna un gol a quella che sarà la sua futura squadra, cioè l'Ajax.

#### Ajax
Dopo la stagione 2006-2007 con la maglia del Groningen, il 9 agosto 2007 viene ceduto all'Ajax per un ammontare di 7,5 milioni di euro. A causa di alcuni intoppi nel trasferimento, l'Ajax non può far scendere in campo il suo giocatore nella finale di Supercoppa dei Paesi Bassi. Il suo debutto ufficiale avviene nel preliminare di UEFA Champions League contro lo Slavia Praga, partita in cui Suárez conquista un rigore poi sbagliato da Huntelaar. Al suo debutto nel campionato segna un gol, fa tre assist per i compagni e si conquista un rigore nella partita terminata 8-1 in casa del neopromosso De Graafschap. Debutta all'Amsterdam ArenA nella partita contro l'Heerenveen, mettendo a segno una doppietta.
Viene confermato anche per la stagione 2008-2009 dopo l'annata precedente molto positiva. Al debutto in Coppa UEFA il 18 settembre realizza un gol e serve una rifinitura nell'incontro contro i serbi del Borac Čačak, finito 4-1. Il 28 settembre segna il primo gol in campionato nella partita vinta 3-0 contro il Vitesse. Il 6 novembre sempre nella competizione europea decide la sfida contro lo Žilina con una rete, permettendo all'Ajax di vincere 1-0. Il 21 dicembre realizza la sua prima doppietta in stagione contro il De Graafschap, nella partita finita 6-0. Nella partita seguente effettua tre assist, tutti per Cvitanich, nella vittoria per 3-0 contro l'ADO Den Haag. Il 15 marzo segna due gol contro il De Graafschap, nella partita vinta 3-0. Il 12 aprile 2009 realizza la sua prima tripletta in stagione contro il Willem II, gara finita 7-0.

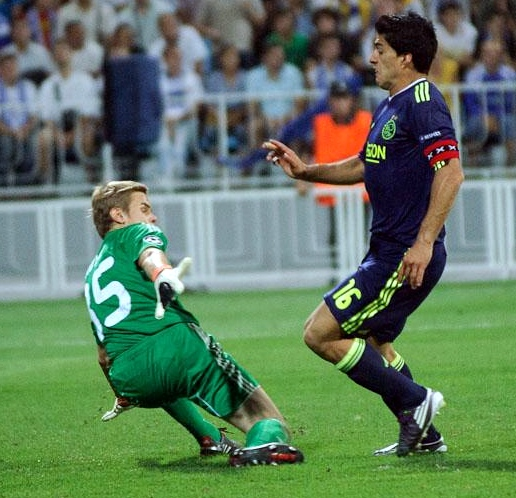
Suárez in azione con l'Ajax nel 2010

L'8 agosto 2009 contro il RKC Waalwijk segna tre gol, nella partita vinta 4-1 dall'Ajax. Nella giornata successiva, in cui l'Ajax affronta il PSV, Suárez segna due gol ma le reti risultano inutili perché la partita finisce 4-3 per la squadra di Eindhoven. Il 20 agosto gioca i play-off di Europa League contro lo Slovan Bratislava segnando quattro gol nella partita finita 5-0 per l'Ajax; nella gara di ritorno gli olandesi vincono 2-1, qualificandosi alla fase a gironi. Il 13 settembre nella larga vittoria contro il NAC Breda (6-0) segna un gol ed effettua due rifiniture. Sette giorni dopo contro il VVV-Venlo realizza 4 gol (4-0). Il 4 ottobre contro il Roda JC segna due gol (2-2). Il 17 ottobre segna un gol nella partita contro il Willem II finita 4-0. Il 22 ottobre, dopo i quattro gol segnati nel turno preliminare, segna il primo gol in UEFA Europa League nella partita vinta 2-1 contro la Dinamo Zagabria. Il 25 ottobre realizza una doppietta nella sfida contro l'AZ Alkmaar vinta 4-2. Negli ottavi di finale della Coppa dei Paesi Bassi, vinti dall'Ajax per 14-1 contro i dilettanti del WHC, segna addirittura sei gol.
Il 3 febbraio 2010 contro il Roda arrivano altri quattro gol ma, rispetto alla gara di andata, l'Ajax vince 4-0. Il 18 febbraio gioca da titolare la partita di sedicesimi di finale di UEFA Europa League, dove l'Ajax viene sconfitto per 1-2 dalla Juventus. Sigla un'altra doppietta il 28 febbraio nella partita vinta contro l'Utrecht. Il 14 marzo lascia la sua firma con un gol nell'importante vittoria per 4-1 contro il PSV. Il 21 marzo è ancora protagonista con una doppietta nella vittoria esterna contro il Waalwijk (5-1). L'11 aprile sigla la sua seconda tripletta in Eredivisie nella partita vinta 7-0 contro il Venlo. Il 2 maggio, nell'ultima giornata contro il N.E.C., segna due gol. Il 6 maggio, dopo la gara di andata all'Amsterdam ArenA vinta 2-0, l'Ajax vince la coppa nazionale battendo il Feyenoord 4-1 a Rotterdam: è il primo trofeo in Europa per Suárez.
La nuova stagione di Eredivisie per Suárez inizia il 21 agosto con un gol nella terza partita contro il Roda (3-0). Il 29 agosto segna tre gol contro il De Graafschap (5-0). Alla quinta giornata realizza una doppietta contro il Willem II. Dopo aver segnato tre gol nei preliminari, due al PAOK e uno alla Dinamo Kiev, segna un gol nella fase a gironi della UEFA Champions League contro l'Auxerre il 19 ottobre. A novembre 2010, nel corso della partita tra Ajax e PSV di campionato, assesta un morso tra collo e spalla al centrocampista del PSV Bakkal, venendo squalificato per sette turni. L'ultimo gol con la maglia dell'Ajax lo segna contro il Veendam in una partita di Coppa dei Paesi Bassi.

#### Liverpool

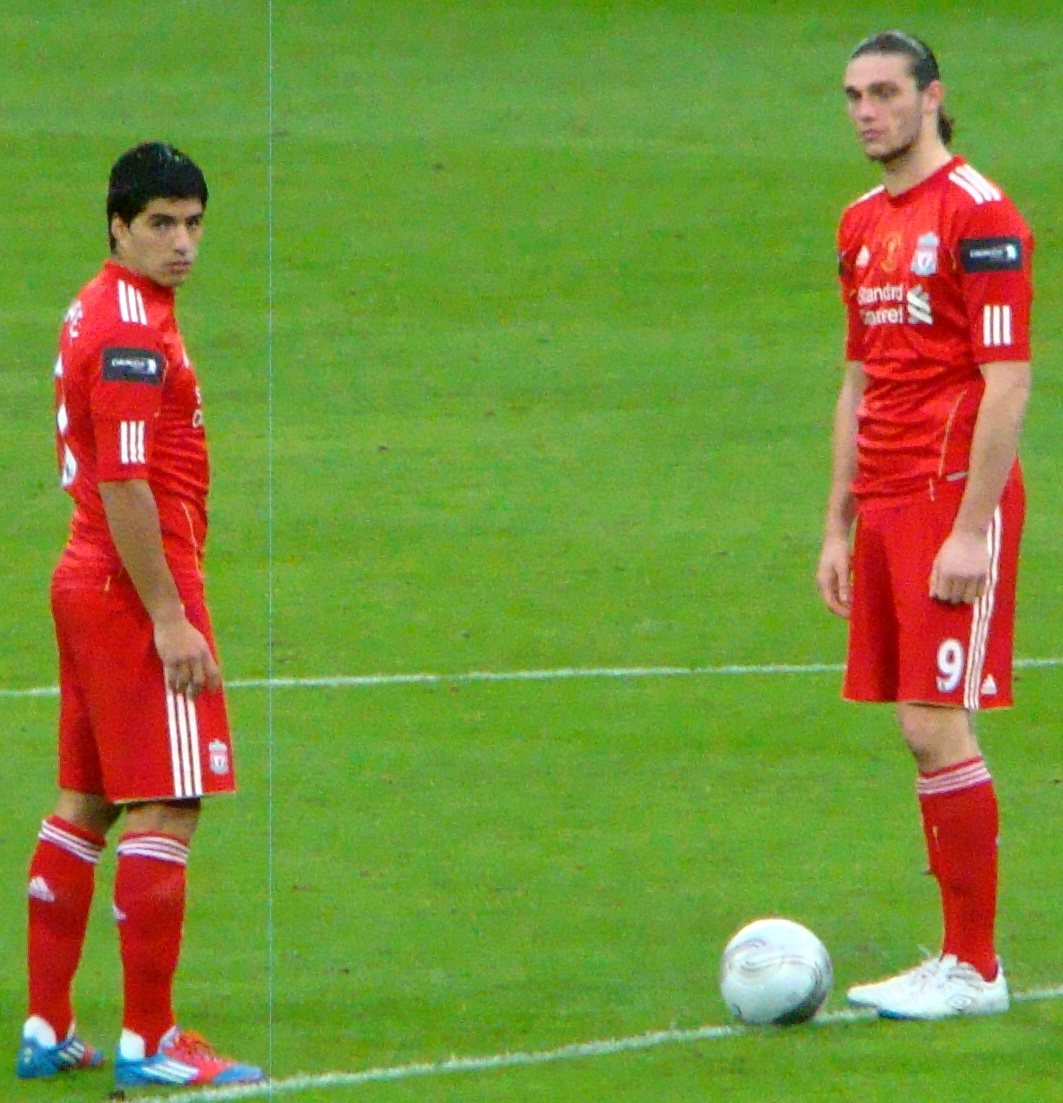
Suárez (a sinistra) e Carroll con la maglia del Liverpool nel 2012

Il 28 gennaio 2011, dopo una lunga trattativa, Suárez si trasferisce al Liverpool per una cifra pari a 26,5 milioni di euro. All'esordio con la maglia dei Reds, il 2 febbraio 2011, segna la sua prima rete in Premier League contro lo Stoke City (2-0). Segna poi altri tre gol in campionato.
La nuova stagione con il Liverpool inizia con un gol nella prima giornata di campionato contro il Sunderland, nella partita giocata a Liverpool il 13 agosto e pareggiata 1-1. Si ripete la settimana dopo nella partita contro l'Arsenal all'Emirates, propiziando l'autorete di Ramsey e segnando il gol del definitivo 2-0 con cui i Reds sconfiggono i Gunners.
Il 20 dicembre 2011 una sentenza della FA decide di punire il giocatore con otto giornate di squalifica per insulti razzisti nei confronti di Evra, terzino del Manchester Utd, che lo avrebbe a sua volta insultato. Successivamente nell'incontro di campionato dell'11 febbraio 2012 tra Manchester United e Liverpool, Suárez rifiuta la stretta di mano offerta da Evra ad inizio match (secondo Reina invece è Evra che mette in scena il rifiuto); visto il gesto Ferdinand, compagno di squadra di Evra, si rifiuta a sua volta di stringere la mano a Suárez. Nel derby contro l'Everton, valevole per la semifinale di FA Cup, segna il gol dell'1-1 sfruttando un errore difensivo; il Liverpool vince per 2-1 con gol finale di Carroll qualificandosi alla finale. Il 28 aprile segna per la prima volta tre reti con la maglia dei Reds, nella partita contro il Norwich City (una delle quali da oltre 50 metri).

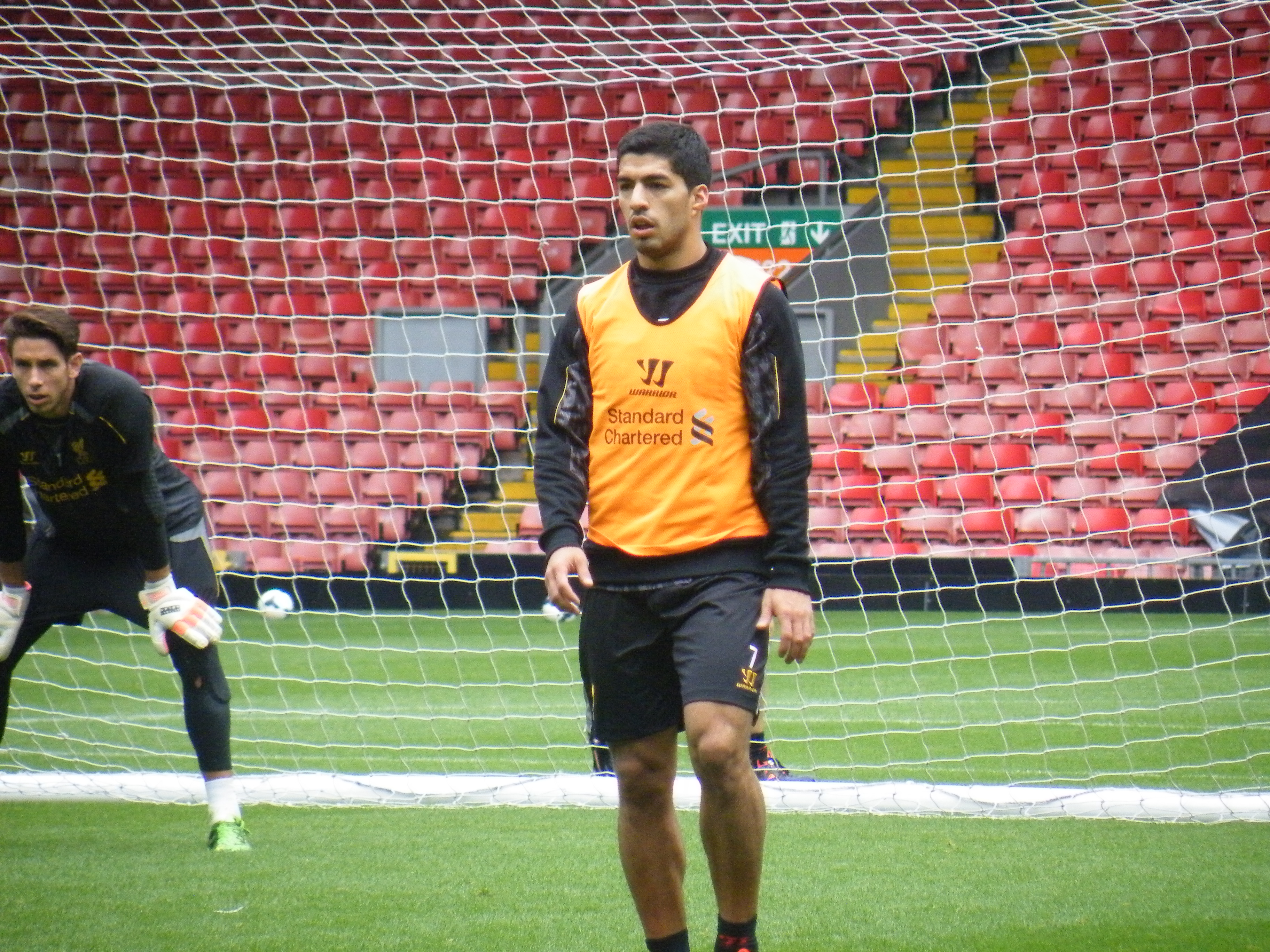
Suárez in allenamento per i Reds ad Anfield nel 2013

Il 26 agosto segna il suo primo gol della nuova stagione nella sfida di Anfield contro il Manchester City pareggiata 2-2. Il 29 settembre contro il Norwich City realizza una tripletta grazie alla quale il Liverpool vince 5-2; nella stessa partita serve l'assist per Şahin. Nel derby contro l'Everton del 28 ottobre segna due gol (il primo grazie ad una deviazione), nella partita finita 2-2; in occasione del secondo gol, dopo le critiche dell'allenatore dell'Everton Moyes che lo aveva definito un "tuffatore", Suarez esulta tuffandosi sul campo davanti alla panchina della squadra avversaria. L'11 novembre contro il Chelsea allo Stamford Bridge segna il gol che consente al Liverpool di pareggiare la partita 1-1. Al momento del gol Suarez esulta da solo mentre i compagni tornano nella loro metà del campo. Il 17 novembre realizza due gol nella sfida vinta 3-0 contro il Wigan, portandosi a quota dieci gol in Premier League. Il 30 dicembre contro il QPR realizza una doppietta permettendo al Liverpool di vincere la partita 3-0. Due giorni più tardi si ripete con due gol nella sfida contro il Sunderland vinta 3-0. Alla prima partita dell'anno, il 2 gennaio, realizza nuovamente una doppietta nella sfida casalinga contro il Sunderland vinta 3-0. Il 30 gennaio, nella sfida dell'Emirates Stadium contro l'Arsenal, segna la rete del momentaneo 1-0; la partita si conclude con rimonta dell'Arsenal da 2-0 a 2-2. Nella gara contro lo Zenit San Pietroburgo, valida per il ritorno dei sedicesimi di finale di UEFA Europa League, segna due gol, entrambi su punizione; la partita viene vinta 3-1 dai Reds ma non basta per rimontare lo 0-2 dell'andata. Il 21 aprile 2013, durante la partita Liverpool-Chelsea, terminata 2-2, morde il braccio del suo avversario Ivanović, ricevendo una pesante squalifica di dieci giornate: è il secondo morso accertato e sanzionato di Suárez, dopo quello a Bakkal.
La nuova stagione lo vede tornare, dopo aver scontato la summenzionata squalifica, il 29 settembre 2013 alla sesta giornata di Premier League: nella partita giocata contro il Sunderland e vinta 3-1, realizza una doppietta. Il 5 ottobre segna il suo terzo gol nella gara contro il Crystal Palace. Il 26 ottobre nella gara casalinga di Anfield contro il West Bromwich è protagonista di una bellissima prestazione: segna tre gol e il Liverpool vince 4-1. Il 9 novembre va ancora a segno contro il Fulham, realizzando due gol che lo portano al primo posto della classifica dei cannonieri. Alla quattordicesima giornata di Premier League il 4 dicembre, segna un poker di reti ai danni del Norwich City, compreso un gol dalla distanza di 40 metri. Tre giorni più tardi arriva a quota 15 gol con la doppietta realizzata contro il West Ham Utd. Si ripete con altre due doppiette contro Tottenham il 15 dicembre e Cardiff City il 21 dicembre. Il 22 marzo 2014 segna tre gol nella vittoria 6-3 contro il Cardiff, arrivando a quota 28 reti in campionato. Conclude la stagione con 31 gol in Premier League, eguagliando il record di Shearer e di Cristiano Ronaldo in un campionato di 38 giornate, e vince la Scarpa d'oro. Il Liverpool conclude il campionato al secondo posto alle spalle del Manchester City.
Con la maglia dei Reds ha stabilito altri record societari minori: è stato infatti primo giocatore nella storia della Premier league a segnare tre triplette contro la stessa squadra; il primo, dopo Fowler, ad aver segnato 20 gol per stagioni consecutive; il primo a realizzare una tripletta contro il Cardiff; e il primo a segnare più di due gol in cinque partite casalinghe consecutive.

#### Barcellona

##### 2014-2017

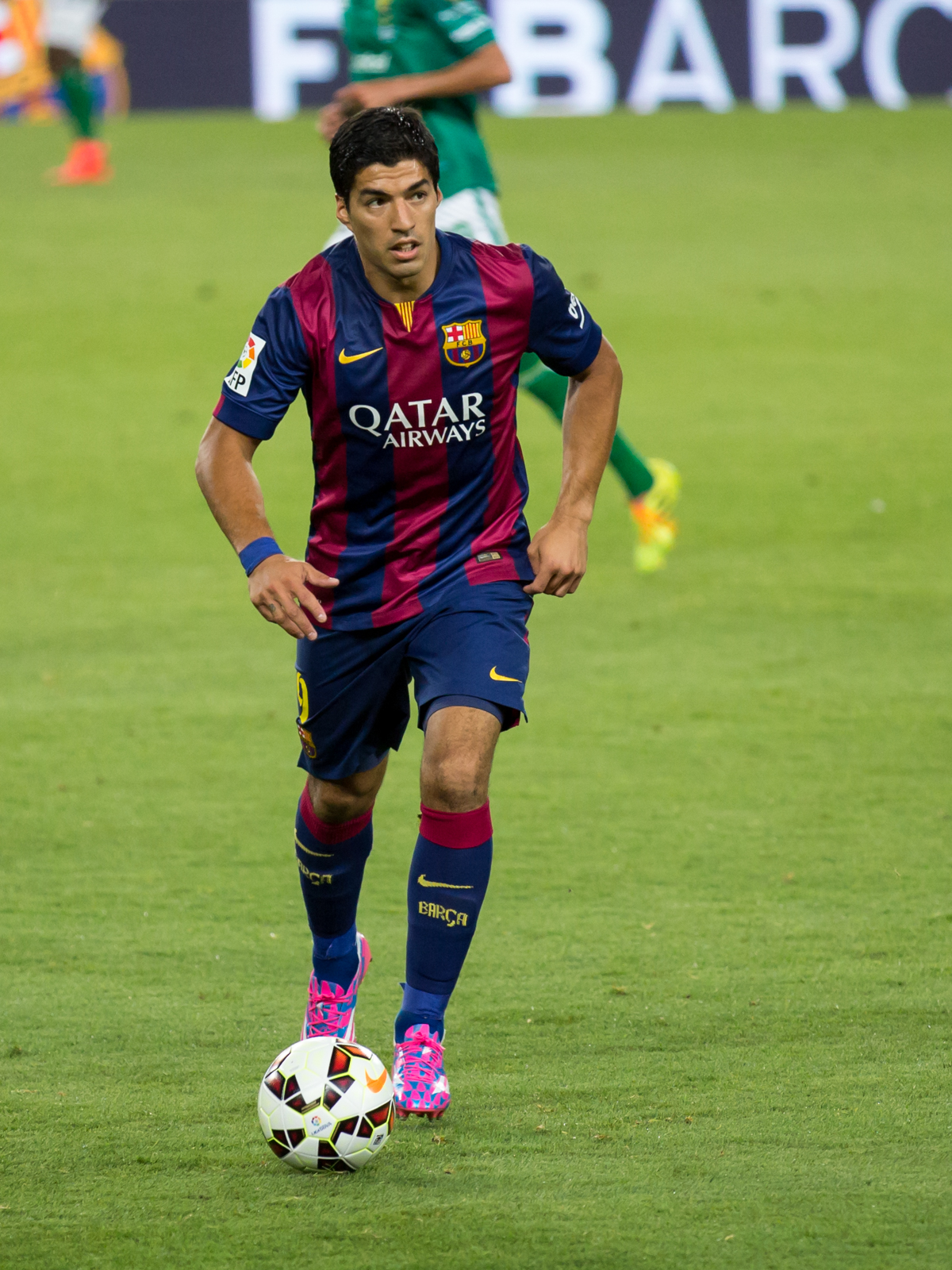
Suárez al debutto con il Barcellona in amichevole nel 2014

L'11 luglio 2014 il Barcellona comunica di aver raggiunto un accordo con il Liverpool per il trasferimento del giocatore, per una cifra intorno ai 75 milioni di sterline, rendendo così Suárez - all'epoca - il terzo giocatore più costoso nella storia del calciomercato. L'uruguaiano firma coi blaugrana un contratto quinquennale, scegliendo la maglia numero 9.
A causa della sanzione comminata dalla FIFA dopo il Mondiale brasiliano per il morso a Chiellini, Suárez salta la prima parte della stagione, debuttando ufficialmente coi catalani solo il 25 ottobre 2014, in occasione del Clásico perso 1-3 contro il Real Madrid. Dopo essere già andato in rete in Champions League, Suárez mette a segno la sua prima rete nella Liga il 20 dicembre 2014, nella vittoria casalinga 5-0 sul Córdoba. Il 24 febbraio 2015 mette a segno una doppietta nella sfida in trasferta di Champions League contro il Manchester City, terminata 2-1 per i blaugrana. Il 22 marzo 2015 segna la rete del definitivo 2-1 nel Clásico contro il Real Madrid, e il 15 aprile mette a segno una doppietta nella sfida in trasferta di Champions League contro il Paris Saint-Germain, conclusasi con una vittoria per 3-1 dei blaugrana. Il 2 maggio Suárez mette a segno la sua prima tripletta in maglia blaugrana, nella vittoria esterna per 8-0 sul Córdoba.
Il 17 maggio 2015, grazie alla vittoria esterna contro l'Atlético Madrid, conquista con i colori blaugrana il suo primo campionato spagnolo. Il 30 maggio vince la sua prima Coppa del Re, grazie al 3-1 contro l'Athletic Bilbao. Il 6 giugno 2015 conquista la sua prima Champions League, segnando il gol del 2-1 nella vittoria per 3-1 del Barcellona sulla Juventus in finale.

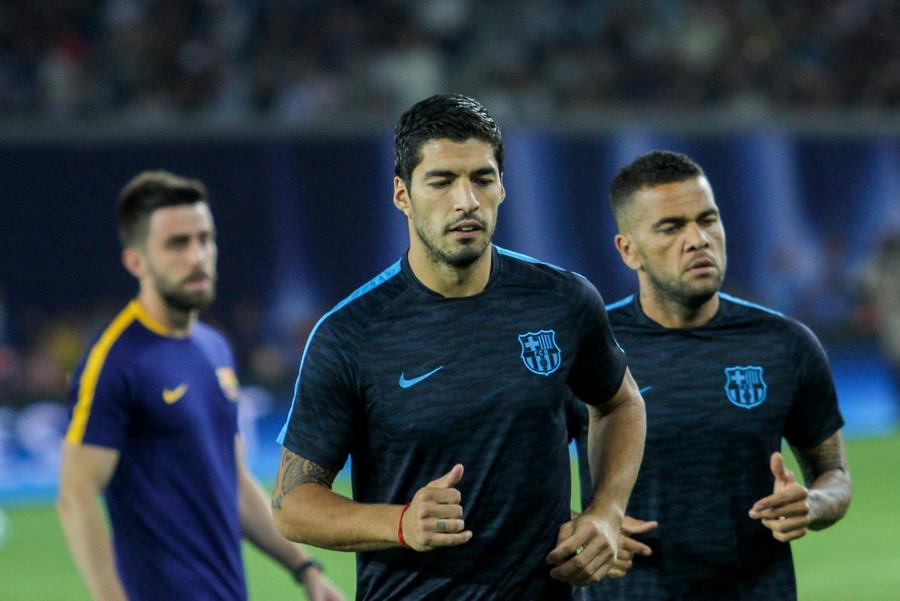
Suárez (in primo piano) e Dani Alves in riscaldamento prepartita con i Blaugrana in occasione della Supercoppa UEFA 2015

Inizia la sua seconda stagione al Barcellona vincendo la Supercoppa UEFA contro il Siviglia ma perdendo la Supercoppa di Spagna con l'Athletic Bilbao. A dicembre vince la Coppa del mondo per club, diventando capocannoniere con 5 gol e miglior giocatore. A fine stagione vince la Primera División, segnando 40 gol in 35 presenze, che gli consentono di conquistare la seconda Scarpa d'oro e il titolo di Pichichi. Qualche settimana dopo vince anche la Coppa del Re. In Europa, però, il Barcellona si ferma ai quarti di finale di Champions League. Chiude la stagione 2015-2016 con 59 gol in 53 presenze in maglia blaugrana.
La terza stagione inizia con la vittoria della Supercoppa di Spagna contro il Siviglia. In Primera División il Barcellona arriva secondo dietro al Real Madrid ma si rifà con la vittoria della Coppa del Re contro l'Alavés (3-1). In UEFA Champions League la corsa dei blaugrana si ferma ai quarti di finale contro la Juventus. Suárez chiude la stagione con 37 gol in 51 presenze tra tutte le competizioni, di cui 29 in 35 presenze in campionato.

##### 2017-2020
Nella quarta stagione Suárez conquista il double in virtù della vittoria della Primera División e della Coppa del Re: nella finale della Coppa nazionale contro il Siviglia, vinta per 5-0, l'uruguaiano segna una doppietta. In UEFA Champions League il Barcellona viene eliminato ancora una volta ai quarti di finale, questa volta contro la Roma. Termina la stagione con 31 gol in 51 presenze complessive.
La quinta stagione inizia con la vittoria della Supercoppa di Spagna contro il Siviglia (2-1). In Primera División i blaugrana si confermano anche grazie alle 21 reti in 33 presenze di Suárez (25 in 49 complessive). In UEFA Champions League il Barcellona non riesce ancora una volta ad arrivare in finale, venendo eliminato dal Liverpool in semifinale, mentre in Coppa del Re perde in finale.
Nella sesta stagione, l'ultima di Suárez a Barcellona, i blaugrana arrivano secondi in campionato e vengono eliminati ai quarti di finale di Coppa del Re. In UEFA Champions League arriva una pesante eliminazione con il Bayern Monaco per 2-8 nella gara secca valevole per i quarti di finale, in cui segna l'unico gol della sua squadra (l'altro è un autogol di David Alaba). Suárez chiude con 21 reti in 36 presenze tra tutte le competizioni, in entrambi i casi il minimo della sua esperienza a Barcellona. In totale, nella sua esperienza catalana ha collezionato 283 presenze e 198 gol in tutte le competizioni.

#### Atlético Madrid

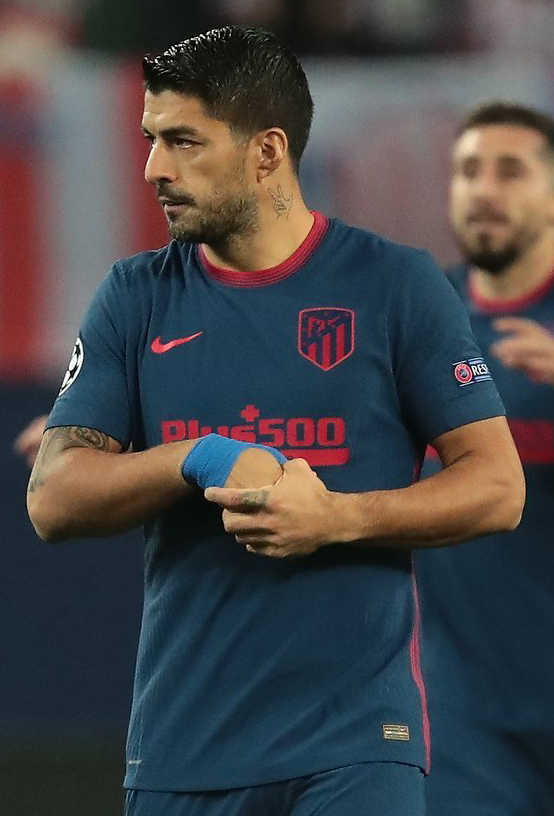
Suárez all'Atlético Madrid nel 2020

Finito ai margini del Barcellona dopo 6 anni, il 23 settembre 2020 si trasferisce a titolo definitivo all'Atlético Madrid per 6 milioni di euro in variabili. Debutta con i Colchoneros quattro giorni dopo, subentrando a Diego Costa al 70' della gara vinta per 6-1 contro il Granada, realizzando una rifinitura e due reti. Il 21 marzo segna il gol numero 500 in carriera (escludendo i 5 messi a referto tra Under-20 e Nazionale olimpica), in occasione della partita di campionato vinta per 1-0 contro l'Alavés. Il 22 maggio 2021, grazie ad una sua rete nella gara esterna contro il Real Valladolid, che sigilla il risultato sul 2-1, vince La Liga per la quinta volta in carriera (la prima con l'Atlético Madrid). Il 15 maggio 2022 lascia la squadra dopo due stagioni di militanza.

#### Ritorno al Nacional e Grêmio
Rimasto svincolato, il 24 luglio 2022 Suárez fa ritorno in Uruguay dopo sedici anni, per accasarsi nel club in cui era cresciuto, il Nacional. Fa il suo secondo debutto in maglia montevideana il 3 agosto seguente, prendendo parte all'incontro perso per 1-0 contro l'Atl. Goianiense, valido per l'andata dei quarti di finale della Copa Sudamericana. Il 30 ottobre 2022 realizza due gol nel successo per 4-1 contro il Liverpool (M) nella finale del campionato, che assegna il titolo ai biancoblù.

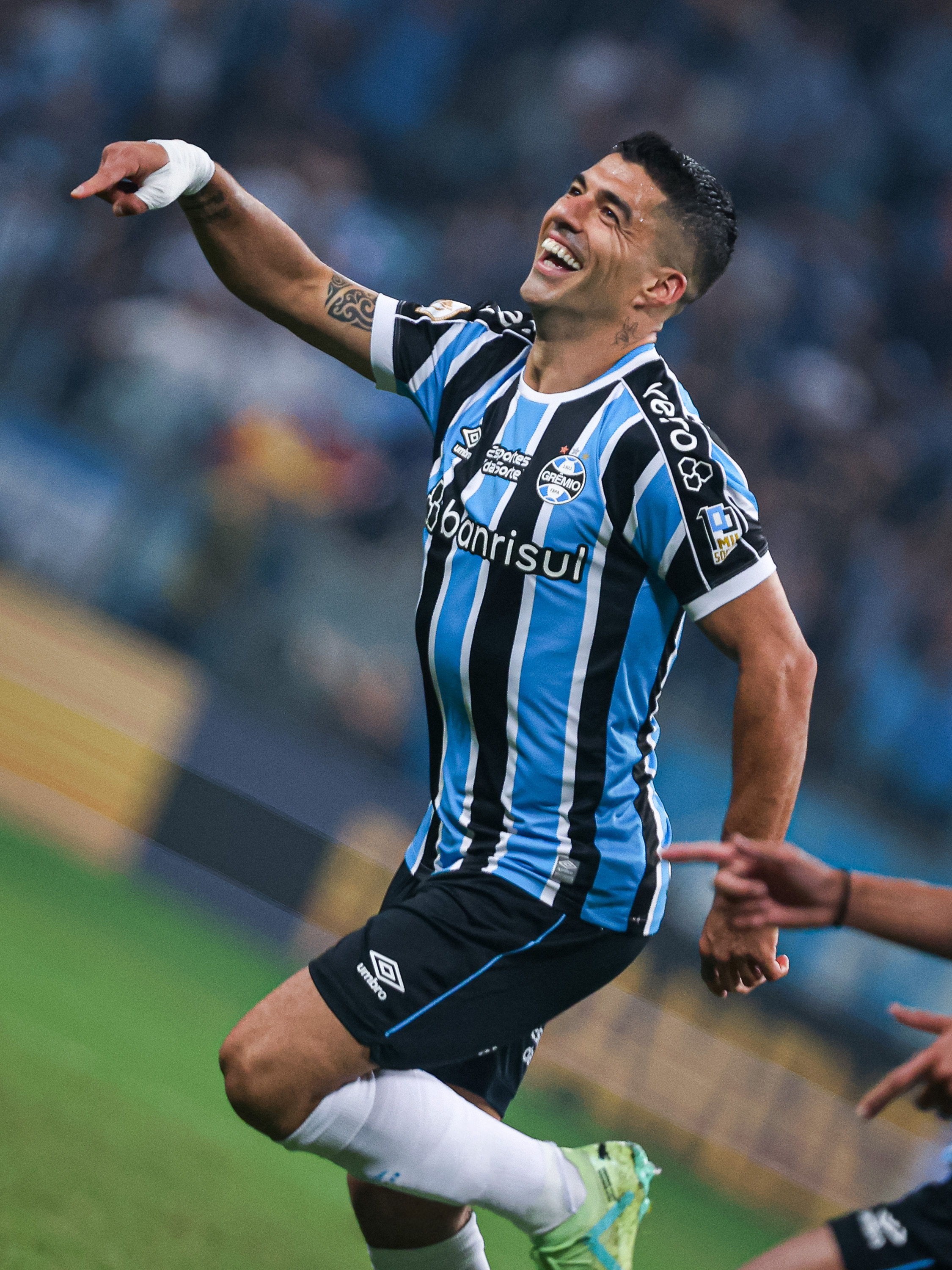
Suárez esulta per il Grêmio nel 2023

Al termine del campionato non rinnova il contratto in scadenza col Nacional ed il 31 dicembre 2022 si accorda con i brasiliani del Grêmio, entrando a far parte della loro rosa dal giorno seguente. Esordisce in maglia nerazzurra il 17 gennaio 2023, nella finale di Recopa Gaúcha contro il São Luiz, in cui viene schierato per la prima volta come titolare e contribuisce con una tripletta alla vittoria per 4-1. Nell'aprile dello stesso anno, contribuisce anche alla vittoria del Campionato Gaúcho. Nel luglio seguente, invece, annuncia durante una conferenza stampa ufficiale che la scadenza del suo contratto con la squadra di Porto Alegre sarebbe stata anticipata al termine dell'annata, anche a causa di ricorrenti problemi fisici. Dopo aver concluso il campionato con 17 gol e 11 assist in 33 partite, l'attaccante riceve la Bola de Ouro come miglior giocatore del torneo.

#### Inter Miami
Il 22 dicembre 2023, viene annunciato l'ingaggio di Suárez da parte dell'Inter Miami, nella Major League Soccer, con cui sottoscrive un contratto di un anno, con opzione di rinnovo per un'ulteriore stagione. A Miami, Suárez ritrova tre ex compagni del suo periodo al Barcellona: Lionel Messi, Sergio Busquets e Jordi Alba.

### Nazionale

#### Nazionali giovanili e olimpica
Nel 2007 viene convocato nell'Uruguay under 20 per disputare il mondiale di categoria in Canada. Esordisce il 1º luglio, a Burnaby, contro la Spagna, realizzando il gol del momentaneo 2-0 al 56' (dopo l'1-0 segnato da Cavani), ma gli iberici pareggiano grazie alle reti di López Álvarez e Capel sicché la partita finisce 2-2. Tre giorni dopo, grazie alla rete di Cavani, l'Uruguay vince la partita per 1-0 contro la Giordania. La Celeste perde infine la terza partita del girone contro lo Zambia per 0-2, classificandosi terza nel girone ma qualificandosi ugualmente agli ottavi di finale per ripescaggio. L'11 luglio, a Toronto, Suárez segna un gol contro gli Stati Uniti, ma gli americani vincono 2-1 grazie all'autogol di Cardacio e la rete di Bradley al 107' dei tempi supplementari.
Il 9 luglio 2012 viene convocato nell'Uruguay olimpica per disputare il torneo di Londra 2012. Due giorni dopo, nell'amichevole contro il Cile realizza una tripletta: la partita si conclude in favore dell'Uruguay per 6-4 con i gol di Hernández e la doppietta di Cavani. Esordisce nella rassegna olimpica il 26 luglio, nella prima partita dell'Uruguay vinta in rimonta 2-1 contro gli Emirati Arabi Uniti.

#### Nazionale maggiore

##### 2010-2013

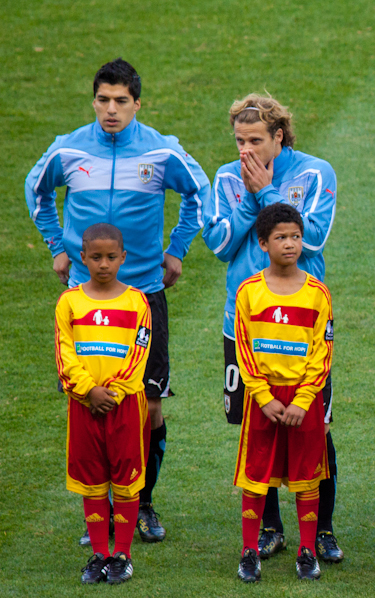
Suárez (a sinistra) e Diego Forlan al

Suárez fa il proprio debutto con la nazionale uruguaiana venendo convocato dal CT Óscar Tabárez per l'amichevole contro la Colombia disputata il 7 febbraio 2007 e finita 3-1 per la sua squadra, giocando 84 minuti prima di venire espulso per doppia ammonizione. Gioca anche le prime quattro partite delle qualificazioni CONMEBOL al campionato del mondo 2010, nelle quali realizza due gol, rispettivamente contro Bolivia e Cile.
Nel giugno 2010 Tabárez include Suárez nella lista dei 23 convocati per la fase finale del mondiale in Sudafrica. L'Uruguay inizia il torneo con un pareggio per 0-0 contro la Francia. Nella seconda partita del girone l'Uruguay vince per 3-0 contro i padroni di casa del Sudafrica e Suárez si rende poi protagonista segnando la rete della vittoria contro il Messico, che sancisce il primo posto nel girone A per gli uruguaiani, e due gol nell'ottavo di finale contro la Corea del Sud. Nella partita dei quarti di finale contro il Ghana Suárez viene espulso per aver fermato con il braccio una palla diretta in porta al secondo minuto di recupero del secondo tempo supplementare: il conseguente calcio di rigore, che poteva rivelarsi decisivo essendo ormai in zona Cesarini, viene fallito dal ghanese Gyan, sicché la partita si risolve ai tiri di rigore dove l'Uruguay vince per 4-2, ottenendo l'accesso alla semifinale mondiale per la prima volta dall'edizione di Messico 1970. Dopo la partita Suárez, rischiando un allontanamento dal campo di più giornate per comportamento antisportivo, rivendica il gesto facendo riferimento al gol di Maradona contro l'Inghilterra nel 1986:

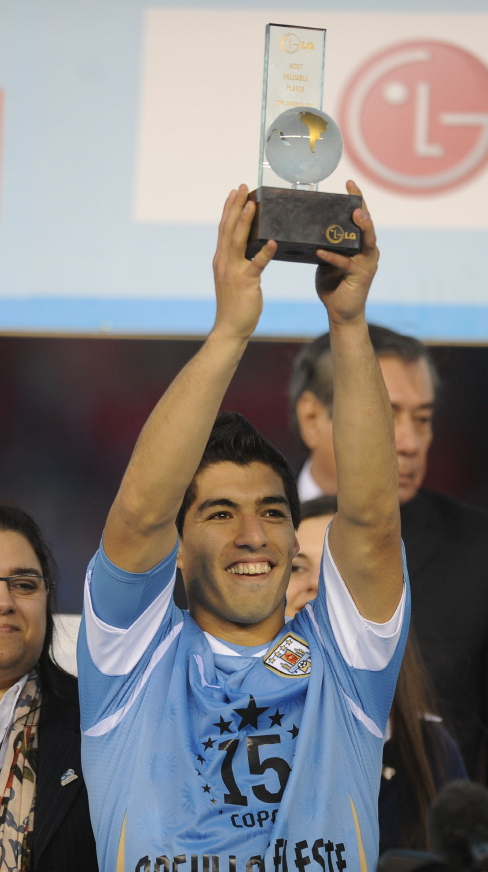
Suárez premiato come migliore giocatore della Copa América 2011

A causa della squalifica rimediata ai quarti di finale, Suárez salta la semifinale contro i Paesi Bassi, partita persa dai suoi per 2-3. Rientra in campo nella finale per il terzo posto, contro la Germania, dove anche stavolta la sua nazionale viene sconfitta nuovamente con il punteggio di 2-3, finendo quindi il Mondiale al quarto posto. L'8 ottobre seguente realizza una tripletta nella partita amichevole contro l'Indonesia, giocata a Giacarta e finita 7-1.
Partecipa con la Celeste anche alla Copa América 2011, andando a segno nella prima partita del gruppo C contro il Perù (1-1 il punteggio finale). Il 19 luglio 2011 segna due gol nella semifinale, ancora contro i peruviani (risultato finale 2-0), trascinando l'Uruguay alla finale di Buenos Aires. Qui, il 24 luglio al Monumental, l'Uruguay affronta il Paraguay: all'11' Suárez segna il primo gol, poi l'Uruguay raddoppia a pochi minuti dalla fine del primo tempo con Forlán, infine all'89' ancora Suárez serve la rifinitura a Forlán per la rete che fissa il punteggio finale sul 3-0 per la Celeste. L'Uruguay vince per la quindicesima volta la Coppa America, a distanza di sedici anni dalla precedente affermazione, e torna ad essere la squadra sudamericana con il maggior numero di titoli continentali in assoluto, staccando l'Argentina. A fine manifestazione viene scelto come miglior giocatore del torneo. Il successo continentale gli consente anche di entrare per la prima volta nella classifica del Pallone d'oro FIFA, dove si classifica al 6º posto. L'11 novembre 2011 segna un poker di reti nella partita vinta per 4-0 sul Cile e valida per le qualificazioni CONMEBOL al campionato del mondo 2014.
Nell'estate 2013 viene convocato nella rosa uruguaiana partecipante alla Confederations Cup. Suárez va subito in gol all'esordio, il 16 giugno, realizzando un calcio di punizione nella sconfitta della Celeste per 1-2 contro la Spagna; nonostante il risultato negativo, la rete gli permette di appaiare per la prima volta Forlán in testa alla classifica dei maggiori marcatori in nazionale.

##### 2014-2018

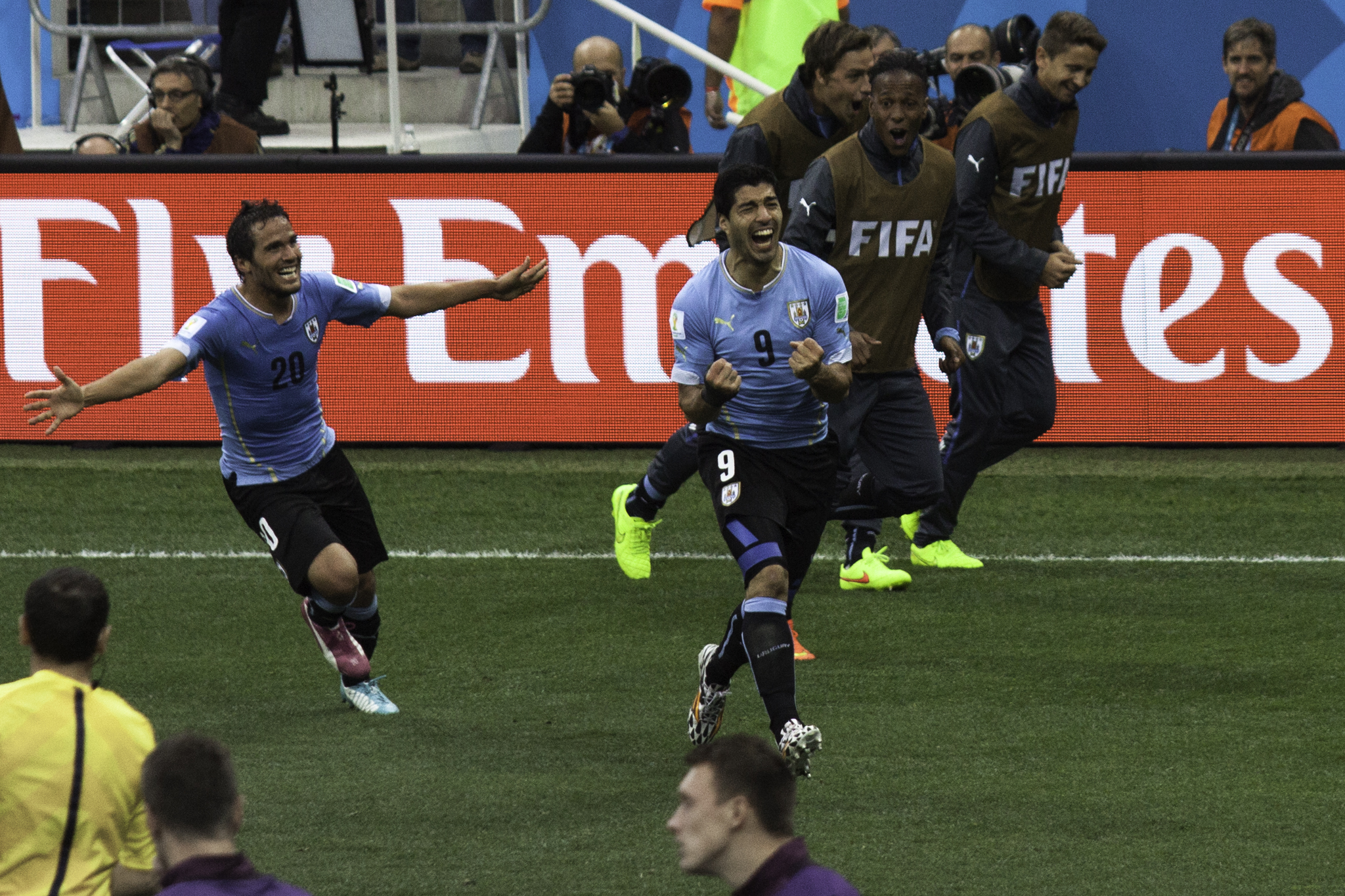
Suárez celebra uno dei suoi due gol contro l'Inghilterra al

Dopo aver concluso le qualificazioni mondiali come capocannoniere del girone sudamericano con 11 gol, il 22 maggio 2014, in prossimità della fase finale della rassegna iridata in Brasile, subisce un intervento chirurgico d'urgenza al ginocchio sinistro; dopo alcune voci che lo vedevano fuori dalla Coppa del Mondo, viene comunque convocato dal commissario tecnico Tabárez. Dopo essere stato in panchina durante la partita persa per 1-3 contro la Costa Rica, Suárez esordisce dal 1' segnando entrambi i gol della squadra nella vittoria per 2-1 contro l'Inghilterra.
Il 24 giugno 2014, durante l'ultima partita del girone di qualificazione contro l'Italia, intorno al 79' e sul punteggio di 0-0, Suárez sferra per la terza volta un morso ad un avversario, mordendo sulla spalla il difensore italiano Giorgio Chiellini; nonostante le proteste dei giocatori italiani, l'arbitro messicano Rodríguez decide di non sanzionare l'uruguaiano. La partita termina 1-0 in favore dell'Uruguay che passa dunque alla fase a eliminazione diretta. Due giorni dopo, per il morso a Chiellini, Suárez viene sanzionato dalla FIFA con quattro mesi di sospensione totale dell'attività agonistica (incluse le gare di club) e nove giornate di squalifica con la maglia della nazionale.
Convocato per la Coppa America Centenario del 2016 negli Stati Uniti d'America, è costretto a saltare il torneo per l'infortunio rimediato nella finale di Coppa del Re del 22 maggio 2016. Rimane in panchina in tutte e tre le partite dell'Uruguay, che chiude con l'eliminazione al primo turno.

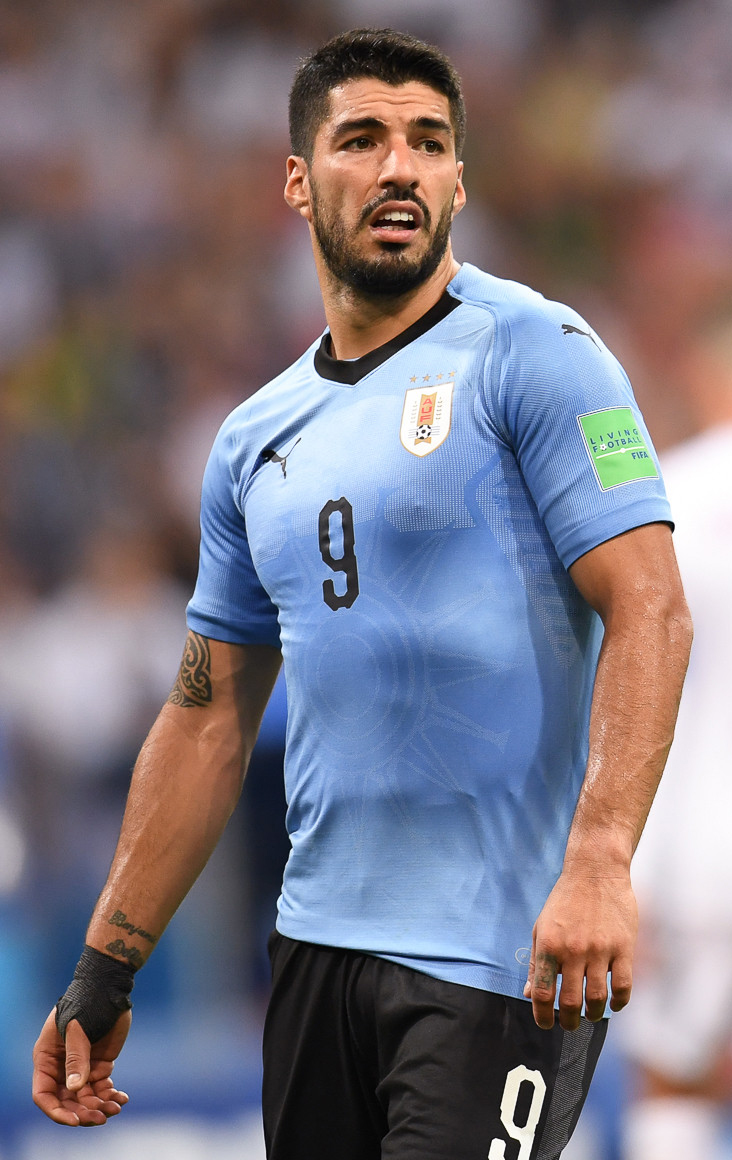
Suárez al

Convocato da Tabárez per il campionato del mondo 2018 in Russia, il 20 giugno, alla sua 100ª apparizione con la maglia della Celeste, realizza la 50ª rete in nazionale, che permette ai sudamericani di battere l'Arabia Saudita nella seconda partita dei suoi, disputata a Rostov e valida per la fase a gironi del torneo, e qualificarsi agli ottavi di finale. Cinque giorni dopo realizza, su calcio di punizione, il primo gol della sfida contro i padroni di casa della Russia, vinta per 3-0. Agli ottavi, nella partita vinta per 2-1 contro il Portogallo, sigla l'assist per il primo gol di Cavani. Tuttavia gli uruguagi vengono poi eliminati al turno successivo dalla Francia futura vincitrice del torneo (2-0).

##### 2019-2024
Nella Coppa America 2019 si distingue il 16 giugno nella sfida contro l'Ecuador (4-0), mettendo in rete il pallone del parziale 3-0 e fornendo una rifinitura a Lodeiro. Nella gara dei quarti di finale risoltasi ai tiri di rigore contro il Perù, è autore dell'unico errore dal dischetto dei suoi, che condanna la Celeste all'eliminazione.
Il 29 marzo 2022 segna con una rovesciata il gol che apre le marcature della vittoria esterna della Celeste contro il Cile (0-2), nelle qualificazioni CONMEBOL al campionato del mondo 2022: grazie a questa rete infrange il record fin lì detenuto da Lionel Messi e diventa il migliore goleador di tutti i tempi nella storia delle qualificazioni mondiali sudamericane. Convocato nell'autunno seguente per quella che alla vigilia aveva annunciato come la sua ultima Coppa del Mondo, nella terza e ultima partita della fase a gironi vinta per 2-0 sul Ghana dapprima propizia il gol del vantaggio di De Arrascaeta, per poi fornirgli l'assist per la rete del definitivo raddoppio; tuttavia, a causa della peggiore differenza reti con la Corea del Sud, contemporaneamente vittoriosa per 2-1 sul Portogallo, tale risultato non basta a far qualificare la Celeste agli ottavi di finale, venendo eliminata dal torneo.
Viene convocato anche per la Copa América 2024, in cui la propria nazionale si classifica terza nella competizione. Gioca quattro spezzoni di gara segnando una sola rete (più di 2 anni dopo l'ultima), tuttavia decisiva, nella finale terzo-quarto posto contro il Canada, quella del pareggio in extremis (2-2) che porta la gara ai supplementari e regala poi la medaglia di bronzo, dopo i tiri di rigore, a la celeste.
Il 3 settembre 2024 annuncia il ritiro dalla nazionale uruguaiana al termine della sfida con il Paraguay del 7 settembre. Con 69 reti è il migliore marcatore nella storia della selezione.

## Statistiche
Tra club e nazionale maggiore Suarez ha disputato complessivamente 1025 partite segnando 599 reti, con la media di 0.58 gol a partita.

### Presenze e reti nei club
Statistiche aggiornate al 17 agosto 2025.
| Stagione               | Squadra                | Campionato             | Campionato | Campionato | Coppe nazionali | Coppe nazionali | Coppe nazionali | Coppe continentali | Coppe continentali | Coppe continentali | Altre coppe | Altre coppe | Altre coppe | Totale | Totale |
| Stagione               | Squadra                | Comp                   | Pres       | Reti       | Comp            | Pres            | Reti            | Comp               | Pres               | Reti               | Comp        | Pres        | Reti        | Pres   | Reti   |
| ---------------------- | ---------------------- | ---------------------- | ---------- | ---------- | --------------- | --------------- | --------------- | ------------------ | ------------------ | ------------------ | ----------- | ----------- | ----------- | ------ | ------ |
| 2005                   | Nacional               | PD                     | -          | -          | -               | -               | -               | CL                 | 1                  | 0                  | -           | -           | -           | 1      | 0      |
| 2005-2006              | Nacional               | PD                     | 27+2       | 10+2       | -               | -               | -               | CL                 | 3                  | 0                  | LPLA        | 2           | 0           | 34     | 12     |
| 2006-2007              | Groningen              | ED                     | 29+4       | 10+3       | CO              | 2               | 1               | CU                 | 2                  | 1                  | -           | -           | -           | 37     | 15     |
| 2007-2008              | Ajax                   | ED                     | 33+4       | 17+2       | CO              | 3               | 2               | UCL+CU             | 2+2                | 1+0                | -           | -           | -           | 44     | 22     |
| 2008-2009              | Ajax                   | ED                     | 31         | 22         | CO              | 2               | 1               | CU                 | 10                 | 5                  | -           | -           | -           | 43     | 28     |
| 2009-2010              | Ajax                   | ED                     | 33         | 35         | CO              | 6               | 8               | UEL                | 9                  | 6                  | -           | -           | -           | 48     | 49     |
| 2010-gen. 2011         | Ajax                   | ED                     | 13         | 7          | CO              | 1               | 1               | UCL                | 9                  | 4                  | SO          | 1           | 0           | 24     | 12     |
| Totale Ajax            | Totale Ajax            | Totale Ajax            | 110+4      | 81+2       |                 | 12              | 12              |                    | 32                 | 16                 |             | 1           | 0           | 159    | 111    |
| gen.-giu. 2011         | Liverpool              | PL                     | 13         | 4          | FACup+CdL       | 0               | 0               | UEL                | -                  | -                  | -           | -           | -           | 13     | 4      |
| 2011-2012              | Liverpool              | PL                     | 31         | 11         | FACup+CdL       | 4+4             | 3+3             | -                  | -                  | -                  | -           | -           | -           | 39     | 17     |
| 2012-2013              | Liverpool              | PL                     | 33         | 23         | FACup+CdL       | 2+1             | 2+1             | UEL                | 8                  | 4                  | -           | -           | -           | 44     | 30     |
| 2013-2014              | Liverpool              | PL                     | 33         | 31         | FACup+CdL       | 3+1             | 0               | -                  | -                  | -                  | -           | -           | -           | 37     | 31     |
| Totale Liverpool       | Totale Liverpool       | Totale Liverpool       | 110        | 69         |                 | 15              | 9               |                    | 8                  | 4                  |             | 0           | 0           | 133    | 82     |
| 2014-2015              | Barcellona             | PD                     | 27         | 16         | CR              | 6               | 2               | UCL                | 10                 | 7                  | -           | -           | -           | 43     | 25     |
| 2015-2016              | Barcellona             | PD                     | 35         | 40         | CR              | 4               | 5               | UCL                | 9                  | 8                  | SU+SS+Cmc   | 1+2+2       | 1+0+5       | 53     | 59     |
| 2016-2017              | Barcellona             | PD                     | 35         | 29         | CR              | 6               | 4               | UCL                | 9                  | 3                  | SS          | 1           | 1           | 51     | 37     |
| 2017-2018              | Barcellona             | PD                     | 33         | 25         | CR              | 6               | 5               | UCL                | 10                 | 1                  | SS          | 2           | 0           | 51     | 31     |
| 2018-2019              | Barcellona             | PD                     | 33         | 21         | CR              | 5               | 3               | UCL                | 10                 | 1                  | SS          | 1           | 0           | 49     | 25     |
| 2019-2020              | Barcellona             | PD                     | 28         | 16         | CR              | 0               | 0               | UCL                | 7                  | 5                  | SS          | 1           | 0           | 36     | 21     |
| Totale Barcellona      | Totale Barcellona      | Totale Barcellona      | 191        | 147        |                 | 27              | 19              |                    | 55                 | 25                 |             | 10          | 7           | 283    | 198    |
| 2020-2021              | Atlético Madrid        | PD                     | 32         | 21         | CR              | 0               | 0               | UCL                | 6                  | 0                  | -           | -           | -           | 38     | 21     |
| 2021-2022              | Atlético Madrid        | PD                     | 35         | 11         | CR              | 2               | 1               | UCL                | 7                  | 1                  | SS          | 1           | 0           | 45     | 13     |
| Totale Atlético Madrid | Totale Atlético Madrid | Totale Atlético Madrid | 67         | 32         |                 | 2               | 1               |                    | 13                 | 1                  |             | 1           | 0           | 83     | 34     |
| lug.-dic. 2022         | Nacional               | PD                     | 13+1       | 8+0        | -               | -               | -               | CS                 | 2                  | 0                  | -           | -           | -           | 16     | 8      |
| Totale Nacional        | Totale Nacional        | Totale Nacional        | 40+3       | 18+2       |                 | -               | -               |                    | 6                  | 0                  |             | 2           | 0           | 51     | 20     |
| 2023                   | Grêmio                 | PD/RS+A                | 12+33      | 7+17       | CB              | 8               | 2               | -                  | -                  | -                  | RG          | 1           | 3           | 54     | 29     |
| 2024                   | Inter Miami            | MLS                    | 27+3       | 20+1       | -               | -               | -               | CCC                | 4                  | 2                  | LC          | 3           | 2           | 37     | 25     |
| 2025                   | Inter Miami            | MLS                    | 21         | 6          | -               | -               | -               | CCC                | 8                  | 3                  | Cmc+LC      | 4+3         | 1+1         | 36     | 11     |
| Totale Inter Miami     | Totale Inter Miami     | Totale Inter Miami     | 48+3       | 26+1       |                 | -               | -               |                    | 12                 | 5                  |             | 10          | 4           | 73     | 36     |
| Totale carriera        | Totale carriera        | Totale carriera        | 654        | 415        |                 | 66              | 44              |                    | 128                | 52                 |             | 25          | 14          | 873    | 525    |

### Cronologia presenze e reti in nazionale
| Cronologia completa delle presenze e delle reti in nazionale ― Uruguay | Cronologia completa delle presenze e delle reti in nazionale ― Uruguay | Cronologia completa delle presenze e delle reti in nazionale ― Uruguay | Cronologia completa delle presenze e delle reti in nazionale ― Uruguay | Cronologia completa delle presenze e delle reti in nazionale ― Uruguay | Cronologia completa delle presenze e delle reti in nazionale ― Uruguay | Cronologia completa delle presenze e delle reti in nazionale ― Uruguay | Cronologia completa delle presenze e delle reti in nazionale ― Uruguay |
| Data                                                                   | Città                                                                  | In casa                                                                | Risultato                                                              | Ospiti                                                                 | Competizione                                                           | Reti                                                                   | Note                                                                   |
| ---------------------------------------------------------------------- | ---------------------------------------------------------------------- | ---------------------------------------------------------------------- | ---------------------------------------------------------------------- | ---------------------------------------------------------------------- | ---------------------------------------------------------------------- | ---------------------------------------------------------------------- | ---------------------------------------------------------------------- |
| 7-2-2007                                                               | Cúcuta                                                                 | Colombia                                                               | 1 – 3                                                                  | Uruguay                                                                | Amichevole                                                             | -                                                                      | 28’, 84’                                                               |
| 12-9-2007                                                              | Johannesburg                                                           | Sudafrica                                                              | 0 – 0                                                                  | Uruguay                                                                | Amichevole                                                             | -                                                                      |                                                                        |
| 13-10-2007                                                             | Montevideo                                                             | Uruguay                                                                | 5 – 0                                                                  | Bolivia                                                                | Qual. Mondiali 2010                                                    | 1                                                                      | 64’                                                                    |
| 17-10-2007                                                             | Asunción                                                               | Paraguay                                                               | 1 – 0                                                                  | Uruguay                                                                | Qual. Mondiali 2010                                                    | -                                                                      | 62’                                                                    |
| 18-11-2007                                                             | Montevideo                                                             | Uruguay                                                                | 2 – 2                                                                  | Cile                                                                   | Qual. Mondiali 2010                                                    | 1                                                                      |                                                                        |
| 21-11-2007                                                             | San Paolo                                                              | Brasile                                                                | 2 – 1                                                                  | Uruguay                                                                | Qual. Mondiali 2010                                                    | -                                                                      | 23’ 70’                                                                |
| 6-2-2008                                                               | Montevideo                                                             | Uruguay                                                                | 2 – 2                                                                  | Colombia                                                               | Amichevole                                                             | 1                                                                      |                                                                        |
| 25-5-2008                                                              | Bochum                                                                 | Turchia                                                                | 2 – 3                                                                  | Uruguay                                                                | Amichevole                                                             | 2                                                                      |                                                                        |
| 28-5-2008                                                              | Oslo                                                                   | Norvegia                                                               | 2 – 2                                                                  | Uruguay                                                                | Amichevole                                                             | 1                                                                      |                                                                        |
| 14-6-2008                                                              | Montevideo                                                             | Uruguay                                                                | 1 – 1                                                                  | Venezuela                                                              | Qual. Mondiali 2010                                                    | -                                                                      | 64’                                                                    |
| 17-6-2008                                                              | Montevideo                                                             | Uruguay                                                                | 6 – 0                                                                  | Perù                                                                   | Qual. Mondiali 2010                                                    | -                                                                      | 72’                                                                    |
| 20-8-2008                                                              | Sapporo                                                                | Giappone                                                               | 1 – 3                                                                  | Uruguay                                                                | Kirin Cup                                                              | -                                                                      | 83’                                                                    |
| 6-9-2008                                                               | Bogotà                                                                 | Colombia                                                               | 0 – 1                                                                  | Uruguay                                                                | Qual. Mondiali 2010                                                    | -                                                                      | 68’                                                                    |
| 10-9-2008                                                              | Montevideo                                                             | Uruguay                                                                | 0 – 0                                                                  | Ecuador                                                                | Qual. Mondiali 2010                                                    | -                                                                      | 60’                                                                    |
| 11-10-2008                                                             | Buenos Aires                                                           | Argentina                                                              | 2 – 1                                                                  | Uruguay                                                                | Qual. Mondiali 2010                                                    | -                                                                      | 50’                                                                    |
| 19-11-2008                                                             | Saint-Denis                                                            | Francia                                                                | 0 – 0                                                                  | Uruguay                                                                | Amichevole                                                             | -                                                                      | 69’                                                                    |
| 11-2-2009                                                              | Tripoli                                                                | Libia                                                                  | 2 – 3                                                                  | Uruguay                                                                | Amichevole                                                             | -                                                                      | 34’                                                                    |
| 28-3-2009                                                              | Montevideo                                                             | Uruguay                                                                | 2 – 0                                                                  | Paraguay                                                               | Qual. Mondiali 2010                                                    | -                                                                      |                                                                        |
| 1-4-2009                                                               | Santiago del Cile                                                      | Cile                                                                   | 0 – 0                                                                  | Uruguay                                                                | Qual. Mondiali 2010                                                    | -                                                                      |                                                                        |
| 6-6-2009                                                               | Montevideo                                                             | Uruguay                                                                | 0 – 4                                                                  | Brasile                                                                | Qual. Mondiali 2010                                                    | -                                                                      | 74’                                                                    |
| 10-6-2009                                                              | Puerto Ordaz                                                           | Venezuela                                                              | 2 – 2                                                                  | Uruguay                                                                | Qual. Mondiali 2010                                                    | 1                                                                      | 65’                                                                    |
| 12-8-2009                                                              | Algeri                                                                 | Algeria                                                                | 1 – 0                                                                  | Uruguay                                                                | Amichevole                                                             | -                                                                      | 82’                                                                    |
| 5-9-2009                                                               | Lima                                                                   | Perù                                                                   | 1 – 0                                                                  | Uruguay                                                                | Qual. Mondiali 2010                                                    | -                                                                      |                                                                        |
| 9-9-2009                                                               | Montevideo                                                             | Uruguay                                                                | 3 – 1                                                                  | Colombia                                                               | Qual. Mondiali 2010                                                    | 1                                                                      | 90+1’                                                                  |
| 10-10-2009                                                             | Quito                                                                  | Ecuador                                                                | 1 – 2                                                                  | Uruguay                                                                | Qual. Mondiali 2010                                                    | 1                                                                      | 85’                                                                    |
| 14-10-2009                                                             | Montevideo                                                             | Uruguay                                                                | 0 – 1                                                                  | Argentina                                                              | Qual. Mondiali 2010                                                    | -                                                                      | 77’                                                                    |
| 14-11-2009                                                             | San José                                                               | Costa Rica                                                             | 0 – 1                                                                  | Uruguay                                                                | Qual. Mondiali 2010                                                    | -                                                                      | 79’ 81’                                                                |
| 18-11-2009                                                             | Montevideo                                                             | Uruguay                                                                | 1 – 1                                                                  | Costa Rica                                                             | Qual. Mondiali 2010                                                    | -                                                                      | 65’                                                                    |
| 3-3-2010                                                               | San Gallo                                                              | Svizzera                                                               | 1 – 3                                                                  | Uruguay                                                                | Amichevole                                                             | 1                                                                      | 63’                                                                    |
| 26-5-2010                                                              | Montevideo                                                             | Uruguay                                                                | 4 – 1                                                                  | Israele                                                                | Amichevole                                                             | -                                                                      | 62’                                                                    |
| 11-6-2010                                                              | Città del Capo                                                         | Uruguay                                                                | 0 – 0                                                                  | Francia                                                                | Mondiali 2010 - 1º turno                                               | -                                                                      | 74’                                                                    |
| 16-6-2010                                                              | Pretoria                                                               | Sudafrica                                                              | 0 – 3                                                                  | Uruguay                                                                | Mondiali 2010 - 1º turno                                               | -                                                                      |                                                                        |
| 22-6-2010                                                              | Rustenburg                                                             | Messico                                                                | 0 – 1                                                                  | Uruguay                                                                | Mondiali 2010 - 1º turno                                               | 1                                                                      | 85’                                                                    |
| 26-6-2010                                                              | Port Elizabeth                                                         | Uruguay                                                                | 2 – 1                                                                  | Corea del Sud                                                          | Mondiali 2010 - Ottavi di finale                                       | 2                                                                      | 84’                                                                    |
| 2-7-2010                                                               | Johannesburg                                                           | Uruguay                                                                | 1 – 1 dts (4 – 2 dtr)                                                  | Ghana                                                                  | Mondiali 2010 - Quarti di finale                                       | -                                                                      | 121’                                                                   |
| 10-7-2010                                                              | Port Elizabeth                                                         | Uruguay                                                                | 2 – 3                                                                  | Germania                                                               | Mondiali 2010 - Finale 3º posto                                        | -                                                                      |                                                                        |
| 8-10-2010                                                              | Giacarta                                                               | Indonesia                                                              | 1 – 7                                                                  | Uruguay                                                                | Amichevole                                                             | 3                                                                      |                                                                        |
| 12-10-2010                                                             | Wuhan                                                                  | Cina                                                                   | 0 – 4                                                                  | Uruguay                                                                | Amichevole                                                             | -                                                                      | 90’                                                                    |
| 17-11-2010                                                             | Santiago del Cile                                                      | Cile                                                                   | 2 – 0                                                                  | Uruguay                                                                | Amichevole                                                             | -                                                                      | 46’                                                                    |
| 29-5-2011                                                              | Sinsheim                                                               | Germania                                                               | 2 – 1                                                                  | Uruguay                                                                | Amichevole                                                             | -                                                                      |                                                                        |
| 8-6-2011                                                               | Montevideo                                                             | Uruguay                                                                | 1 – 1 (4 – 3 dtr)                                                      | Paesi Bassi                                                            | Amichevole                                                             | 1                                                                      | 88’                                                                    |
| 23-6-2011                                                              | Rivera                                                                 | Uruguay                                                                | 3 – 0                                                                  | Estonia                                                                | Amichevole                                                             | -                                                                      | 72’                                                                    |
| 4-7-2011                                                               | San Juan                                                               | Uruguay                                                                | 1 – 1                                                                  | Perù                                                                   | Coppa America 2011 - 1º turno                                          | 1                                                                      |                                                                        |
| 8-7-2011                                                               | Mendoza                                                                | Uruguay                                                                | 1 – 1                                                                  | Cile                                                                   | Coppa America 2011 - 1º turno                                          | -                                                                      | 38’                                                                    |
| 12-7-2011                                                              | La Plata                                                               | Uruguay                                                                | 1 – 0                                                                  | Messico                                                                | Coppa America 2011 - 1º turno                                          | -                                                                      |                                                                        |
| 16-7-2011                                                              | Santa Fe                                                               | Argentina                                                              | 1 – 1 dts (4 – 5 dtr)                                                  | Uruguay                                                                | Coppa America 2011 - Quarti di finale                                  | -                                                                      |                                                                        |
| 19-7-2011                                                              | La Plata                                                               | Perù                                                                   | 0 – 2                                                                  | Uruguay                                                                | Coppa America 2011 - Semifinale                                        | 2                                                                      | 13’ 72’                                                                |
| 24-7-2011                                                              | Buenos Aires                                                           | Uruguay                                                                | 3 – 0                                                                  | Paraguay                                                               | Coppa America 2011 - Finale                                            | 1                                                                      |                                                                        |
| 2-9-2011                                                               | Charkiv                                                                | Ucraina                                                                | 2 – 3                                                                  | Uruguay                                                                | Amichevole                                                             | -                                                                      |                                                                        |
| 7-10-2011                                                              | Montevideo                                                             | Uruguay                                                                | 4 – 2                                                                  | Bolivia                                                                | Qual. Mondiali 2014                                                    | 1                                                                      | 90’                                                                    |
| 11-10-2011                                                             | Asunción                                                               | Paraguay                                                               | 1 – 1                                                                  | Uruguay                                                                | Qual. Mondiali 2014                                                    | -                                                                      |                                                                        |
| 11-11-2011                                                             | Montevideo                                                             | Uruguay                                                                | 4 – 0                                                                  | Cile                                                                   | Qual. Mondiali 2014                                                    | 4                                                                      | 77’                                                                    |
| 29-2-2012                                                              | Bucarest                                                               | Romania                                                                | 1 – 1                                                                  | Uruguay                                                                | Amichevole                                                             | -                                                                      |                                                                        |
| 25-5-2012                                                              | Mosca                                                                  | Russia                                                                 | 1 – 1                                                                  | Uruguay                                                                | Amichevole                                                             | 1                                                                      |                                                                        |
| 2-6-2012                                                               | Montevideo                                                             | Uruguay                                                                | 1 – 1                                                                  | Venezuela                                                              | Qual. Mondiali 2014                                                    | -                                                                      |                                                                        |
| 10-6-2012                                                              | Montevideo                                                             | Uruguay                                                                | 4 – 2                                                                  | Perù                                                                   | Qual. Mondiali 2014                                                    | 1                                                                      | 59’ 90’                                                                |
| 11-9-2012                                                              | Montevideo                                                             | Uruguay                                                                | 1 – 1                                                                  | Ecuador                                                                | Qual. Mondiali 2014                                                    | -                                                                      | 55’                                                                    |
| 12-10-2012                                                             | Mendoza                                                                | Argentina                                                              | 3 – 0                                                                  | Uruguay                                                                | Qual. Mondiali 2014                                                    | -                                                                      |                                                                        |
| 16-10-2012                                                             | La Paz                                                                 | Bolivia                                                                | 4 – 1                                                                  | Uruguay                                                                | Qual. Mondiali 2014                                                    | 1                                                                      |                                                                        |
| 14-11-2012                                                             | Danzica                                                                | Polonia                                                                | 1 – 3                                                                  | Uruguay                                                                | Amichevole                                                             | 1                                                                      | 85’                                                                    |
| 6-2-2013                                                               | Doha                                                                   | Spagna                                                                 | 3 – 1                                                                  | Uruguay                                                                | Amichevole                                                             | -                                                                      |                                                                        |
| 22-3-2013                                                              | Montevideo                                                             | Uruguay                                                                | 1 – 1                                                                  | Paraguay                                                               | Qual. Mondiali 2014                                                    | 1                                                                      |                                                                        |
| 26-3-2013                                                              | Santiago del Cile                                                      | Cile                                                                   | 2 – 0                                                                  | Uruguay                                                                | Qual. Mondiali 2014                                                    | -                                                                      | 58’                                                                    |
| 5-6-2013                                                               | Montevideo                                                             | Uruguay                                                                | 1 – 0                                                                  | Francia                                                                | Amichevole                                                             | 1                                                                      | 46’                                                                    |
| 16-6-2013                                                              | Recife                                                                 | Spagna                                                                 | 2 – 1                                                                  | Uruguay                                                                | Conf. Cup 2013 - 1º turno                                              | 1                                                                      |                                                                        |
| 20-6-2013                                                              | Salvador                                                               | Nigeria                                                                | 1 – 2                                                                  | Uruguay                                                                | Conf. Cup 2013 - 1º turno                                              | -                                                                      | 83’                                                                    |
| 23-6-2013                                                              | Recife                                                                 | Uruguay                                                                | 8 – 0                                                                  | Tahiti                                                                 | Conf. Cup 2013 - 1º turno                                              | 2                                                                      | 69’                                                                    |
| 26-6-2013                                                              | Belo Horizonte                                                         | Brasile                                                                | 2 – 1                                                                  | Uruguay                                                                | Conf. Cup 2013 - Semifinale                                            | -                                                                      |                                                                        |
| 30-6-2013                                                              | Salvador                                                               | Uruguay                                                                | 2 – 2 dts (2 – 3 dtr)                                                  | Italia                                                                 | Conf. Cup 2013 - Finale 3º posto                                       | -                                                                      | 61’                                                                    |
| 14-8-2013                                                              | Rifu                                                                   | Giappone                                                               | 2 – 4                                                                  | Uruguay                                                                | Amichevole                                                             | 1                                                                      |                                                                        |
| 6-9-2013                                                               | Lima                                                                   | Perù                                                                   | 1 – 2                                                                  | Uruguay                                                                | Qual. Mondiali 2014                                                    | 2                                                                      |                                                                        |
| 10-9-2013                                                              | Montevideo                                                             | Uruguay                                                                | 2 – 0                                                                  | Colombia                                                               | Qual. Mondiali 2014                                                    | -                                                                      |                                                                        |
| 11-10-2013                                                             | Quito                                                                  | Ecuador                                                                | 1 – 0                                                                  | Uruguay                                                                | Qual. Mondiali 2014                                                    | -                                                                      |                                                                        |
| 15-10-2013                                                             | Montevideo                                                             | Uruguay                                                                | 3 – 2                                                                  | Argentina                                                              | Qual. Mondiali 2014                                                    | 1                                                                      |                                                                        |
| 13-11-2013                                                             | Amman                                                                  | Giordania                                                              | 0 – 5                                                                  | Uruguay                                                                | Qual. Mondiali 2014                                                    | -                                                                      | 81’                                                                    |
| 20-11-2013                                                             | Montevideo                                                             | Uruguay                                                                | 0 – 0                                                                  | Giordania                                                              | Qual. Mondiali 2014                                                    | -                                                                      |                                                                        |
| 5-3-2014                                                               | Klagenfurt am Wörthersee                                               | Austria                                                                | 1 – 1                                                                  | Uruguay                                                                | Amichevole                                                             | -                                                                      |                                                                        |
| 19-6-2014                                                              | San Paolo                                                              | Uruguay                                                                | 2 – 1                                                                  | Inghilterra                                                            | Mondiali 2014 - 1º turno                                               | 2                                                                      | 89’                                                                    |
| 24-6-2014                                                              | Natal                                                                  | Italia                                                                 | 0 – 1                                                                  | Uruguay                                                                | Mondiali 2014 - 1º turno                                               | -                                                                      |                                                                        |
| 10-10-2014                                                             | Gedda                                                                  | Arabia Saudita                                                         | 1 – 1                                                                  | Uruguay                                                                | Amichevole                                                             | -                                                                      | 70’                                                                    |
| 13-10-2014                                                             | Mascate                                                                | Oman                                                                   | 0 – 3                                                                  | Uruguay                                                                | Amichevole                                                             | 2                                                                      | 78’                                                                    |
| 13-11-2014                                                             | Montevideo                                                             | Uruguay                                                                | 3 – 3 (6 – 7 dtr)                                                      | Costa Rica                                                             | Amichevole                                                             | 1                                                                      |                                                                        |
| 25-3-2016                                                              | Recife                                                                 | Brasile                                                                | 2 – 2                                                                  | Uruguay                                                                | Qual. Mondiali 2018                                                    | 1                                                                      | cap. 56’                                                               |
| 29-3-2016                                                              | Montevideo                                                             | Uruguay                                                                | 1 – 0                                                                  | Perù                                                                   | Qual. Mondiali 2018                                                    | -                                                                      |                                                                        |
| 1-9-2016                                                               | Mendoza                                                                | Argentina                                                              | 1 – 0                                                                  | Uruguay                                                                | Qual. Mondiali 2018                                                    | -                                                                      |                                                                        |
| 6-9-2016                                                               | Montevideo                                                             | Uruguay                                                                | 4 – 0                                                                  | Paraguay                                                               | Qual. Mondiali 2018                                                    | 1                                                                      | 76’                                                                    |
| 6-10-2016                                                              | Montevideo                                                             | Uruguay                                                                | 3 – 0                                                                  | Venezuela                                                              | Qual. Mondiali 2018                                                    | -                                                                      |                                                                        |
| 11-10-2016                                                             | Barranquilla                                                           | Colombia                                                               | 2 – 2                                                                  | Uruguay                                                                | Qual. Mondiali 2018                                                    | 1                                                                      |                                                                        |
| 10-11-2016                                                             | Montevideo                                                             | Uruguay                                                                | 2 – 1                                                                  | Ecuador                                                                | Qual. Mondiali 2018                                                    | -                                                                      |                                                                        |
| 15-11-2016                                                             | Santiago del Cile                                                      | Cile                                                                   | 3 – 1                                                                  | Uruguay                                                                | Qual. Mondiali 2018                                                    | -                                                                      | 45’                                                                    |
| 28-3-2017                                                              | Lima                                                                   | Perù                                                                   | 2 – 1                                                                  | Uruguay                                                                | Qual. Mondiali 2018                                                    | -                                                                      |                                                                        |
| 31-8-2017                                                              | Montevideo                                                             | Uruguay                                                                | 0 – 0                                                                  | Argentina                                                              | Qual. Mondiali 2018                                                    | -                                                                      | 83’                                                                    |
| 5-9-2017                                                               | Asunción                                                               | Paraguay                                                               | 1 – 2                                                                  | Uruguay                                                                | Qual. Mondiali 2018                                                    | -                                                                      | 90’                                                                    |
| 5-10-2017                                                              | San Cristóbal                                                          | Venezuela                                                              | 0 – 0                                                                  | Uruguay                                                                | Qual. Mondiali 2018                                                    | -                                                                      |                                                                        |
| 10-10-2017                                                             | Montevideo                                                             | Uruguay                                                                | 4 – 2                                                                  | Bolivia                                                                | Qual. Mondiali 2018                                                    | 2                                                                      |                                                                        |
| 23-3-2018                                                              | Nanning                                                                | Uruguay                                                                | 2 – 0                                                                  | Rep. Ceca                                                              | Amichevole                                                             | 1                                                                      | 79’                                                                    |
| 26-3-2018                                                              | Nanning                                                                | Uruguay                                                                | 1 – 0                                                                  | Galles                                                                 | Amichevole                                                             | -                                                                      |                                                                        |
| 8-6-2018                                                               | Montevideo                                                             | Uruguay                                                                | 3 – 0                                                                  | Uzbekistan                                                             | Amichevole                                                             | 1                                                                      | 83’                                                                    |
| 15-6-2018                                                              | Ekaterinburg                                                           | Egitto                                                                 | 0 – 1                                                                  | Uruguay                                                                | Mondiali 2018 - 1º turno                                               | -                                                                      |                                                                        |
| 20-6-2018                                                              | Kazan'                                                                 | Uruguay                                                                | 1 – 0                                                                  | Arabia Saudita                                                         | Mondiali 2018 - 1º turno                                               | 1                                                                      |                                                                        |
| 25-6-2018                                                              | Samara                                                                 | Uruguay                                                                | 3 – 0                                                                  | Russia                                                                 | Mondiali 2018 - 1º turno                                               | 1                                                                      |                                                                        |
| 30-6-2018                                                              | Soči                                                                   | Uruguay                                                                | 2 – 1                                                                  | Portogallo                                                             | Mondiali 2018 - Ottavi di finale                                       | -                                                                      |                                                                        |
| 6-7-2018                                                               | Nižnij Novgorod                                                        | Uruguay                                                                | 0 – 2                                                                  | Francia                                                                | Mondiali 2018 - Quarti di finale                                       | -                                                                      |                                                                        |
| 8-9-2018                                                               | Houston                                                                | Messico                                                                | 1 – 4                                                                  | Uruguay                                                                | Amichevole                                                             | 2                                                                      | 29’ 68’                                                                |
| 16-11-2018                                                             | Londra                                                                 | Brasile                                                                | 1 – 0                                                                  | Uruguay                                                                | Amichevole                                                             | -                                                                      | Cap. 75’                                                               |
| 20-11-2018                                                             | Saint-Denis                                                            | Francia                                                                | 1 – 0                                                                  | Uruguay                                                                | Amichevole                                                             | -                                                                      |                                                                        |
| 7-6-2019                                                               | Montevideo                                                             | Uruguay                                                                | 3 – 0                                                                  | Panama                                                                 | Amichevole                                                             | 1                                                                      | 63’                                                                    |
| 16-6-2019                                                              | Belo Horizonte                                                         | Uruguay                                                                | 4 – 0                                                                  | Ecuador                                                                | Coppa America 2019 - 1º turno                                          | 1                                                                      |                                                                        |
| 20-6-2019                                                              | Porto Alegre                                                           | Uruguay                                                                | 2 – 2                                                                  | Giappone                                                               | Coppa America 2019 - 1º turno                                          | 1                                                                      |                                                                        |
| 24-6-2019                                                              | Rio de Janeiro                                                         | Cile                                                                   | 0 – 1                                                                  | Uruguay                                                                | Coppa America 2019 - 1º turno                                          | -                                                                      |                                                                        |
| 29-6-2019                                                              | Salvador de Bahia                                                      | Uruguay                                                                | 0 – 0 (4 – 5 dtr)                                                      | Perù                                                                   | Coppa America 2019 - Quarti di finale                                  | -                                                                      |                                                                        |
| 15-11-2019                                                             | Budapest                                                               | Ungheria                                                               | 1 – 2                                                                  | Uruguay                                                                | Amichevole                                                             | -                                                                      | 46’                                                                    |
| 18-11-2019                                                             | Tel Aviv                                                               | Argentina                                                              | 2 – 2                                                                  | Uruguay                                                                | Amichevole                                                             | 1                                                                      |                                                                        |
| 8-10-2020                                                              | Montevideo                                                             | Uruguay                                                                | 2 – 1                                                                  | Cile                                                                   | Qual. Mondiali 2022                                                    | 1                                                                      |                                                                        |
| 13-10-2020                                                             | Quito                                                                  | Ecuador                                                                | 4 – 2                                                                  | Uruguay                                                                | Qual. Mondiali 2022                                                    | 2                                                                      |                                                                        |
| 13-11-2020                                                             | Barranquilla                                                           | Colombia                                                               | 0 – 3                                                                  | Uruguay                                                                | Qual. Mondiali 2022                                                    | 1                                                                      | 70’                                                                    |
| 3-6-2021                                                               | Montevideo                                                             | Uruguay                                                                | 0 – 0                                                                  | Paraguay                                                               | Qual. Mondiali 2022                                                    | -                                                                      |                                                                        |
| 8-6-2021                                                               | Caracas                                                                | Venezuela                                                              | 0 – 0                                                                  | Uruguay                                                                | Qual. Mondiali 2022                                                    | -                                                                      |                                                                        |
| 18-6-2021                                                              | Brasilia                                                               | Argentina                                                              | 1 – 0                                                                  | Uruguay                                                                | Coppa America 2021 - 1º turno                                          | -                                                                      |                                                                        |
| 21-6-2021                                                              | Cuiabá                                                                 | Uruguay                                                                | 1 – 1                                                                  | Cile                                                                   | Coppa America 2021 - 1º turno                                          | 1                                                                      |                                                                        |
| 24-6-2021                                                              | Cuiabá                                                                 | Bolivia                                                                | 0 – 2                                                                  | Uruguay                                                                | Coppa America 2021 - 1º turno                                          | -                                                                      | 88’                                                                    |
| 28-6-2021                                                              | Rio de Janeiro                                                         | Uruguay                                                                | 1 – 0                                                                  | Paraguay                                                               | Coppa America 2021 - 1º turno                                          | -                                                                      | 68’                                                                    |
| 3-7-2021                                                               | Brasilia                                                               | Uruguay                                                                | 0 – 0 (2 – 4 dtr)                                                      | Colombia                                                               | Coppa America 2021 - Quarti di finale                                  | -                                                                      |                                                                        |
| 7-10-2021                                                              | Montevideo                                                             | Uruguay                                                                | 0 – 0                                                                  | Colombia                                                               | Qual. Mondiali 2022                                                    | -                                                                      | 46’                                                                    |
| 10-10-2021                                                             | Buenos Aires                                                           | Argentina                                                              | 3 – 0                                                                  | Uruguay                                                                | Qual. Mondiali 2022                                                    | -                                                                      |                                                                        |
| 14-10-2021                                                             | Manaus                                                                 | Brasile                                                                | 4 – 1                                                                  | Uruguay                                                                | Qual. Mondiali 2022                                                    | 1                                                                      |                                                                        |
| 12-11-2021                                                             | Montevideo                                                             | Uruguay                                                                | 0 – 1                                                                  | Argentina                                                              | Qual. Mondiali 2022                                                    | -                                                                      |                                                                        |
| 16-11-2021                                                             | La Paz                                                                 | Bolivia                                                                | 3 – 0                                                                  | Uruguay                                                                | Qual. Mondiali 2022                                                    | -                                                                      | 46’                                                                    |
| 27-1-2022                                                              | Asunción                                                               | Paraguay                                                               | 0 – 1                                                                  | Uruguay                                                                | Qual. Mondiali 2022                                                    | 1                                                                      |                                                                        |
| 2-2-2022                                                               | Montevideo                                                             | Uruguay                                                                | 4 – 1                                                                  | Venezuela                                                              | Qual. Mondiali 2022                                                    | 1                                                                      |                                                                        |
| 24-3-2022                                                              | Montevideo                                                             | Uruguay                                                                | 1 – 0                                                                  | Perù                                                                   | Qual. Mondiali 2022                                                    | -                                                                      | 76’                                                                    |
| 29-3-2022                                                              | Santiago del Cile                                                      | Cile                                                                   | 0 – 2                                                                  | Uruguay                                                                | Qual. Mondiali 2022                                                    | 1                                                                      | 28’                                                                    |
| 23-9-2022                                                              | Sankt Pölten                                                           | Iran                                                                   | 1 – 0                                                                  | Uruguay                                                                | Amichevole                                                             | -                                                                      |                                                                        |
| 27-9-2022                                                              | Bratislava                                                             | Canada                                                                 | 0 – 2                                                                  | Uruguay                                                                | Amichevole                                                             | -                                                                      | 46’                                                                    |
| 24-11-2022                                                             | Al Rayyan                                                              | Uruguay                                                                | 0 – 0                                                                  | Corea del Sud                                                          | Mondiali 2022 - 1º turno                                               | -                                                                      | 64’                                                                    |
| 28-11-2022                                                             | Lusail                                                                 | Portogallo                                                             | 2 – 0                                                                  | Uruguay                                                                | Mondiali 2022 - 1º turno                                               | -                                                                      | 73’                                                                    |
| 2-12-2022                                                              | Al Wakrah                                                              | Ghana                                                                  | 0 – 2                                                                  | Uruguay                                                                | Mondiali 2022 - 1º turno                                               | -                                                                      | Cap. 60’ 66’                                                           |
| 21-11-2023                                                             | Montevideo                                                             | Uruguay                                                                | 2 – 0                                                                  | Bolivia                                                                | Qual. Mondiali 2026                                                    | -                                                                      | 73’                                                                    |
| 27-6-2024                                                              | East Rutherford                                                        | Uruguay                                                                | 5 – 0                                                                  | Bolivia                                                                | Coppa America 2024 - 1º turno                                          | -                                                                      | 83’                                                                    |
| 1-7-2024                                                               | Kansas City                                                            | Stati Uniti                                                            | 0 – 1                                                                  | Uruguay                                                                | Coppa America 2024 - 1º turno                                          | -                                                                      | 88’                                                                    |
| 10-7-2024                                                              | Charlotte                                                              | Uruguay                                                                | 0 – 1                                                                  | Colombia                                                               | Coppa America 2024 - Semifinale                                        | -                                                                      | 67’                                                                    |
| 13-7-2024                                                              | Charlotte                                                              | Canada                                                                 | 2 – 2 (3 – 4 dtr)                                                      | Uruguay                                                                | Coppa America 2024 - Finale 3º posto                                   | 1                                                                      | 46’                                                                    |
| 6-9-2024                                                               | Montevideo                                                             | Uruguay                                                                | 0 – 0                                                                  | Paraguay                                                               | Qual. Mondiali 2026                                                    | -                                                                      | Cap. 85’                                                               |
| Totale                                                                 |                                                                        | Presenze (2º posto)                                                    | 143                                                                    |                                                                        | Reti (1º posto)                                                        | 69                                                                     |                                                                        |

| Cronologia completa delle presenze e delle reti in nazionale (partite non ufficiali) ― Uruguay | Cronologia completa delle presenze e delle reti in nazionale (partite non ufficiali) ― Uruguay | Cronologia completa delle presenze e delle reti in nazionale (partite non ufficiali) ― Uruguay | Cronologia completa delle presenze e delle reti in nazionale (partite non ufficiali) ― Uruguay | Cronologia completa delle presenze e delle reti in nazionale (partite non ufficiali) ― Uruguay | Cronologia completa delle presenze e delle reti in nazionale (partite non ufficiali) ― Uruguay | Cronologia completa delle presenze e delle reti in nazionale (partite non ufficiali) ― Uruguay | Cronologia completa delle presenze e delle reti in nazionale (partite non ufficiali) ― Uruguay |
| Data                                                                                           | Città                                                                                          | In casa                                                                                        | Risultato                                                                                      | Ospiti                                                                                         | Competizione                                                                                   | Reti                                                                                           | Note                                                                                           |
| ---------------------------------------------------------------------------------------------- | ---------------------------------------------------------------------------------------------- | ---------------------------------------------------------------------------------------------- | ---------------------------------------------------------------------------------------------- | ---------------------------------------------------------------------------------------------- | ---------------------------------------------------------------------------------------------- | ---------------------------------------------------------------------------------------------- | ---------------------------------------------------------------------------------------------- |
| 12-6-2011                                                                                      | Colonia del Sacramento                                                                         | Uruguay                                                                                        | 5 – 0                                                                                          | Colonia de Deportes                                                                            | Amichevole                                                                                     | 1                                                                                              |                                                                                                |
| Totale                                                                                         |                                                                                                | Presenze                                                                                       | 1                                                                                              |                                                                                                | Reti                                                                                           | 1                                                                                              |                                                                                                |

| Cronologia completa delle presenze e delle reti in nazionale ― Uruguay olimpica | Cronologia completa delle presenze e delle reti in nazionale ― Uruguay olimpica | Cronologia completa delle presenze e delle reti in nazionale ― Uruguay olimpica | Cronologia completa delle presenze e delle reti in nazionale ― Uruguay olimpica | Cronologia completa delle presenze e delle reti in nazionale ― Uruguay olimpica | Cronologia completa delle presenze e delle reti in nazionale ― Uruguay olimpica | Cronologia completa delle presenze e delle reti in nazionale ― Uruguay olimpica | Cronologia completa delle presenze e delle reti in nazionale ― Uruguay olimpica |
| Data                                                                            | Città                                                                           | In casa                                                                         | Risultato                                                                       | Ospiti                                                                          | Competizione                                                                    | Reti                                                                            | Note                                                                            |
| ------------------------------------------------------------------------------- | ------------------------------------------------------------------------------- | ------------------------------------------------------------------------------- | ------------------------------------------------------------------------------- | ------------------------------------------------------------------------------- | ------------------------------------------------------------------------------- | ------------------------------------------------------------------------------- | ------------------------------------------------------------------------------- |
| 12-7-2012                                                                       | Maldonado                                                                       | Uruguay olimpica                                                                | 6 – 4                                                                           | Cile olimpica                                                                   | Amichevole                                                                      | 3                                                                               |                                                                                 |
| 15-7-2012                                                                       | Montevideo                                                                      | Uruguay olimpica                                                                | 2 – 0                                                                           | Panama olimpica                                                                 | Amichevole                                                                      | -                                                                               |                                                                                 |
| 26-7-2012                                                                       | Manchester                                                                      | Uruguay olimpica                                                                | 2 – 1                                                                           | Emirati Arabi Uniti olimpica                                                    | Olimpiadi 2012 - 1º turno                                                       | -                                                                               |                                                                                 |
| 29-7-2012                                                                       | Londra                                                                          | Senegal olimpica                                                                | 2 – 0                                                                           | Uruguay olimpica                                                                | Olimpiadi 2012 - 1º turno                                                       | -                                                                               |                                                                                 |
| 1-8-2012                                                                        | Cardiff                                                                         | Regno Unito olimpica                                                            | 1 – 0                                                                           | Uruguay olimpica                                                                | Olimpiadi 2012 - 1º turno                                                       | -                                                                               |                                                                                 |
| Totale                                                                          |                                                                                 | Presenze                                                                        | 5                                                                               |                                                                                 | Reti                                                                            | 3                                                                               |                                                                                 |

| Cronologia completa delle presenze e delle reti in nazionale (partite non ufficiali) ― Uruguay olimpica | Cronologia completa delle presenze e delle reti in nazionale (partite non ufficiali) ― Uruguay olimpica | Cronologia completa delle presenze e delle reti in nazionale (partite non ufficiali) ― Uruguay olimpica | Cronologia completa delle presenze e delle reti in nazionale (partite non ufficiali) ― Uruguay olimpica | Cronologia completa delle presenze e delle reti in nazionale (partite non ufficiali) ― Uruguay olimpica | Cronologia completa delle presenze e delle reti in nazionale (partite non ufficiali) ― Uruguay olimpica | Cronologia completa delle presenze e delle reti in nazionale (partite non ufficiali) ― Uruguay olimpica | Cronologia completa delle presenze e delle reti in nazionale (partite non ufficiali) ― Uruguay olimpica |
| Data | Città                                                                                                   | In casa                                                                                                 | Risultato                                                                                               | Ospiti                                                                                                  | Competizione                                                                                            | Reti | Note |
| --- | --- | --- | --- | --- | --- | --- | --- |
| 8-7-2012                                                                                                | Montevideo                                                                                              | Uruguay Olimpica                                                                                        | 4 – 0                                                                                                   | Central Español                                                                                         | Amichevole                                                                                              | - | |
| Totale                                                                                                  | | Presenze                                                                                                | 1 | | Reti | 0 | |

### Record

#### Con il Barcellona
- Primo e unico giocatore nella storia del campionato spagnolo a segnare 4 gol in due partite di campionato consecutive.[141]

#### Con l'Uruguay
- Migliore marcatore nella storia della nazionale (69).[129]

## Palmarès

### Club

#### Competizioni statali
- Recopa Gaúcha: 1

Grêmio: 2023
- Campionato Gaúcho: 1

Grêmio: 2023

#### Competizioni nazionali
- Campionato uruguaiano: 2

Nacional: 2005-2006, 2022
- Coppa dei Paesi Bassi: 1

Ajax: 2009-2010
- Coppa di Lega inglese: 1

Liverpool: 2011-2012
- Campionato spagnolo: 5

Barcellona: 2014-2015, 2015-2016, 2017-2018, 2018-2019
Atlético Madrid: 2020-2021
- Coppa di Spagna: 4

Barcellona: 2014-2015, 2015-2016, 2016-2017, 2017-2018
- Supercoppa di Spagna: 2

Barcellona: 2016, 2018
- MLS Supporters' Shield: 1

Inter Miami: 2024

#### Competizioni internazionali
- UEFA Champions League: 1

Barcellona: 2014-2015
- Supercoppa UEFA: 1

Barcellona: 2015
- Coppa del mondo per club: 1

Barcellona: 2015

### Nazionale
- Coppa America: 1

Argentina 2011

### Individuale
- Calciatore dell'anno del campionato olandese: 1

2009-2010
- Capocannoniere dell'Eredivisie: 1

2009-2010 (35 gol)
- Miglior marcatore di massima divisione dell’anno IFFHS: 3

2010, 2014, 2016
- Capocannoniere della Premier League: 1

2013-2014 (31 gol)
- Pichichi della Liga: 1

2015-2016 (40 gol)
- Scarpa d'oro: 2

2013-2014 (31 gol), 2015-2016 (40 gol)
- Miglior giocatore della Coppa America: 1

Argentina 2011
- Squadra dell'anno della PFA: 1

2014
- Giocatore dell'anno della PFA: 1

2014
- ESM Team of the Year: 3

2013-2014, 2014-2015, 2015-2016
- Squadra della stagione della UEFA Champions League: 2

2014-2015, 2015-2016
- Capocannoniere della Coppa del mondo per club: 1

2015 (5 gol)
- Miglior giocatore della Coppa del mondo per club (Golden Ball): 1

2015
- Capocannoniere della Coppa del Re: 1

2015-2016 (5 gol, a pari merito con John Guidetti, Lionel Messi, Munir e Álvaro Negredo)
- FIFA/FIFPro World XI: 1

2016